# Skulpturenpark-Zwijndrecht

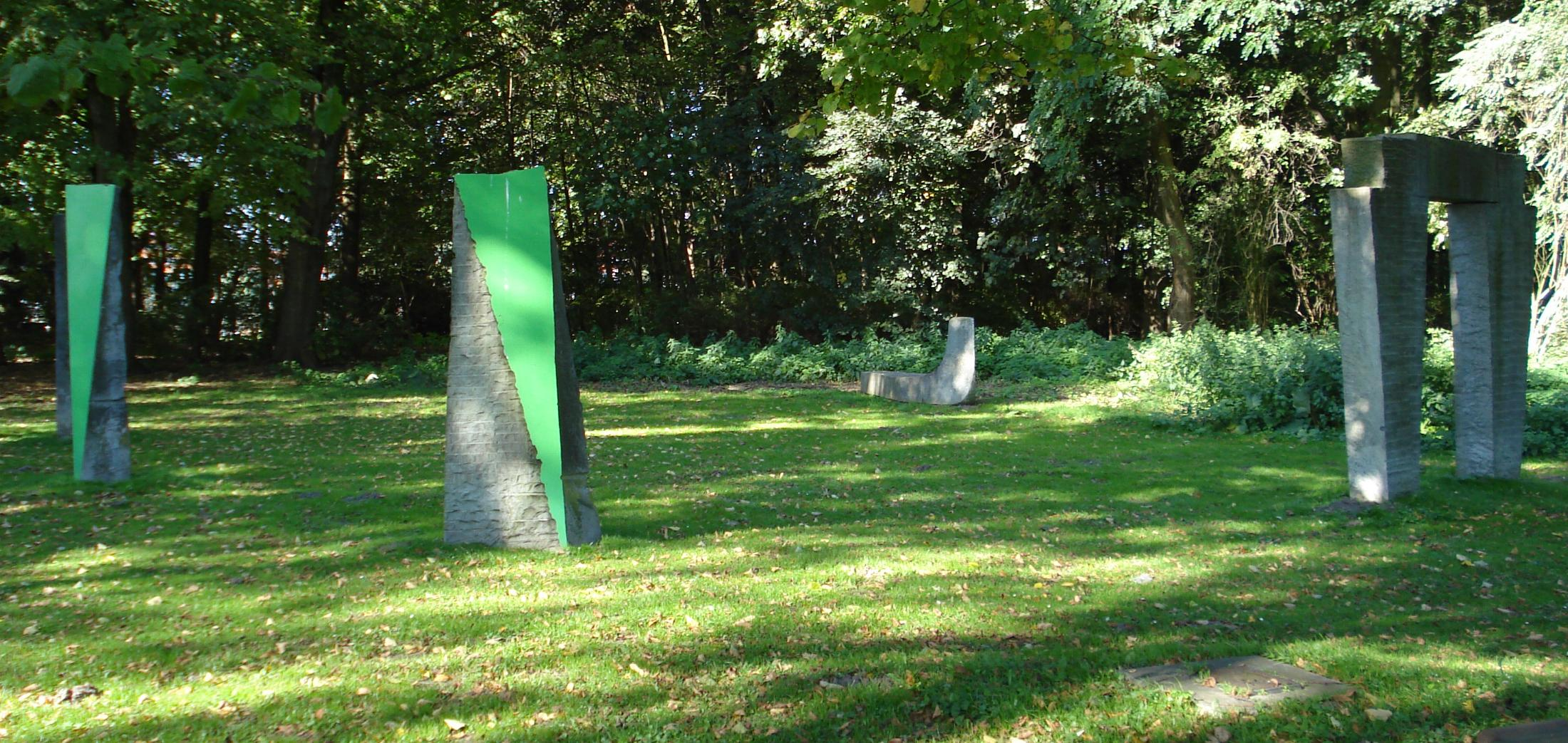
Skulpturenpark

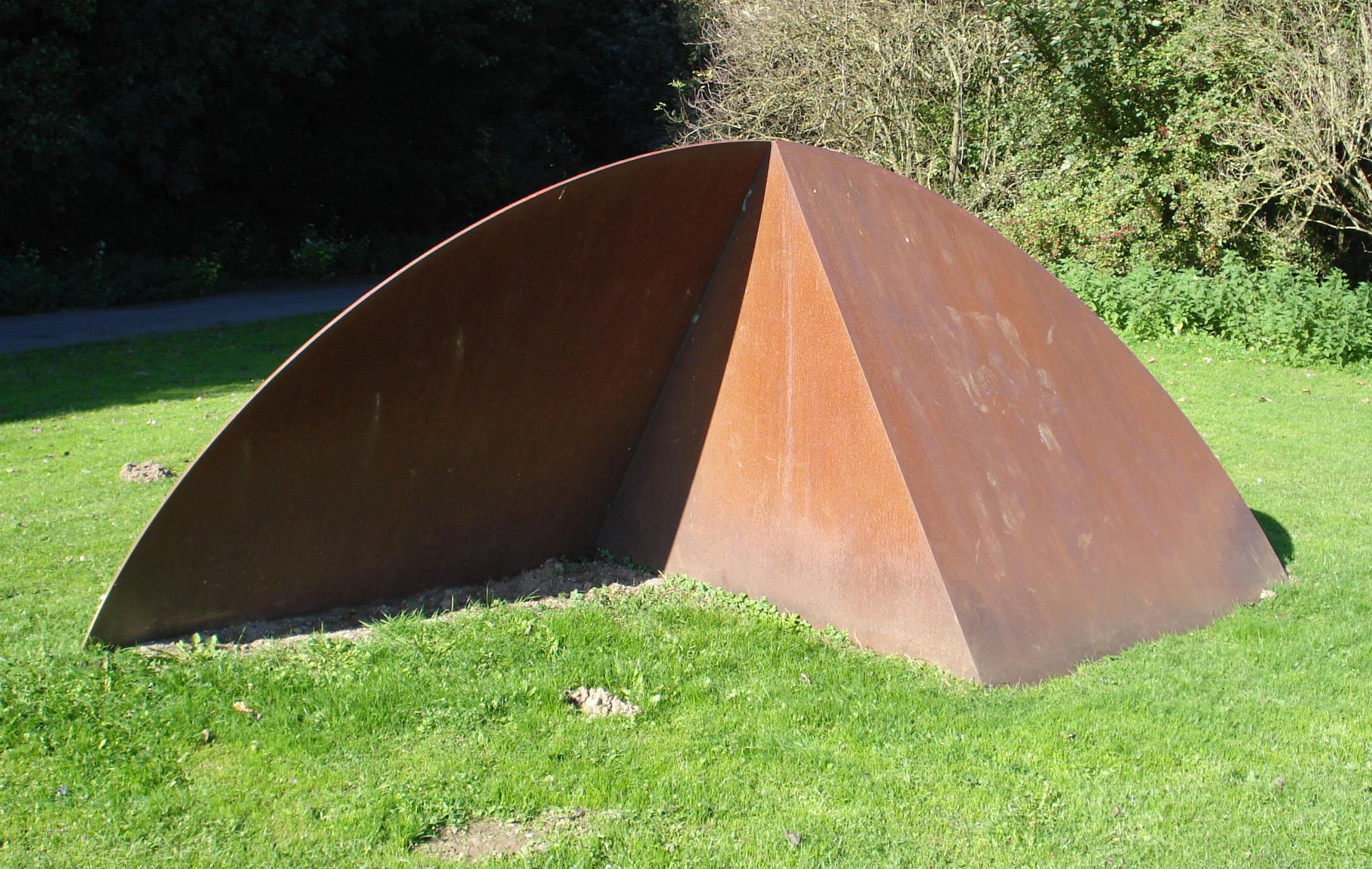
Gothic II von Lucien den Arend

Der Skulpturenpark-Zwijndrecht zeigt seit 1996 30 Skulpturen westlich des Zusammenflusses der Oude Maas und der  Beneden-Merwede mit der Noord im Noordpark von Zwijndrecht in den Niederlanden. Auf der anderen Seite des Flusses Drecht befindet sich der Skulpturenboulevard Papendrecht vor allem mit figurativen Skulpturen in Papendrecht im Skulpturenpark Drechtoevers.

## Skulpturensammlung
- 1  Arthur Spronken, "Galionsfigur" (1975)
- 2  unbekannt
- 3  unbekannt
- 4  Gjalt Blaauw, "Ohne Titel" (1984)
- 5  unbekannt
- 6  unbekannt
- 7  Renze Hettema, "Jacob und der Engel" (1967)
- 8  Lucien den Arend, "Discoid Form III"
- 9  Marry Teeuwen-de Jong, "Geteilte Pyramide" (1981)
- 10  Matti Peltokangas
- 11  Marry Teeuwen-de Jong, "Wig" (1995)
- 12  Leo de Vries, "Torso" (1993)
- 13  Lukas Arons, "Fragmenten" (1994)
- 14  Margot Zanstra, "Triangular-Verdoppelung" (1996)
- 15  Lucien den Arend, "Gothic II, Noordpark" (1996)
- 16  Niko de Wit, "Ohne Titel" (1985)
- 17  Frits Vanèn, "Existenz" (1990)
- 18  Herbert Nouwens, "Vier Konstruktionen an einem Platz" (1994)
- 19  Wieke Terpstra, "Der Löwe" (2008)
- 20  Egidius Knops, "Orion" (1991)
- 21  Jan Timmer, "Abgesetzter Vierkant" (1989)
- 22  Talking Stones, "Entwicklung" (2006)
- 23  Hedde Buijs, "Wachstum" (1988)
- 24  Benbow Bullock, "Unterschiedliche Meinungen" (1998)
- 25  Ton Kalle, "So what" (2004)
- 26  Cor van Gulik, "Jurk" (1985)
- 27  Matti Peltokangas, "Licht, Schatten, Licht" (1985)
- 28  Niels Lous, "Elementare Richtungen" (1989)
- 29  Yvonne Kracht, "Zerteilter Vierkant" (1977)
- 30  Yvonne Kracht, "Zerteiltes Dreieck" (1978)
- 31  Gerard Höweler, "Durchdringend" (2003)
- 32  Niko de Wit, "Verlassensein" (1984)
- 33  Nina Goerres, "Anything goes" (1987)

## Fotogalerie

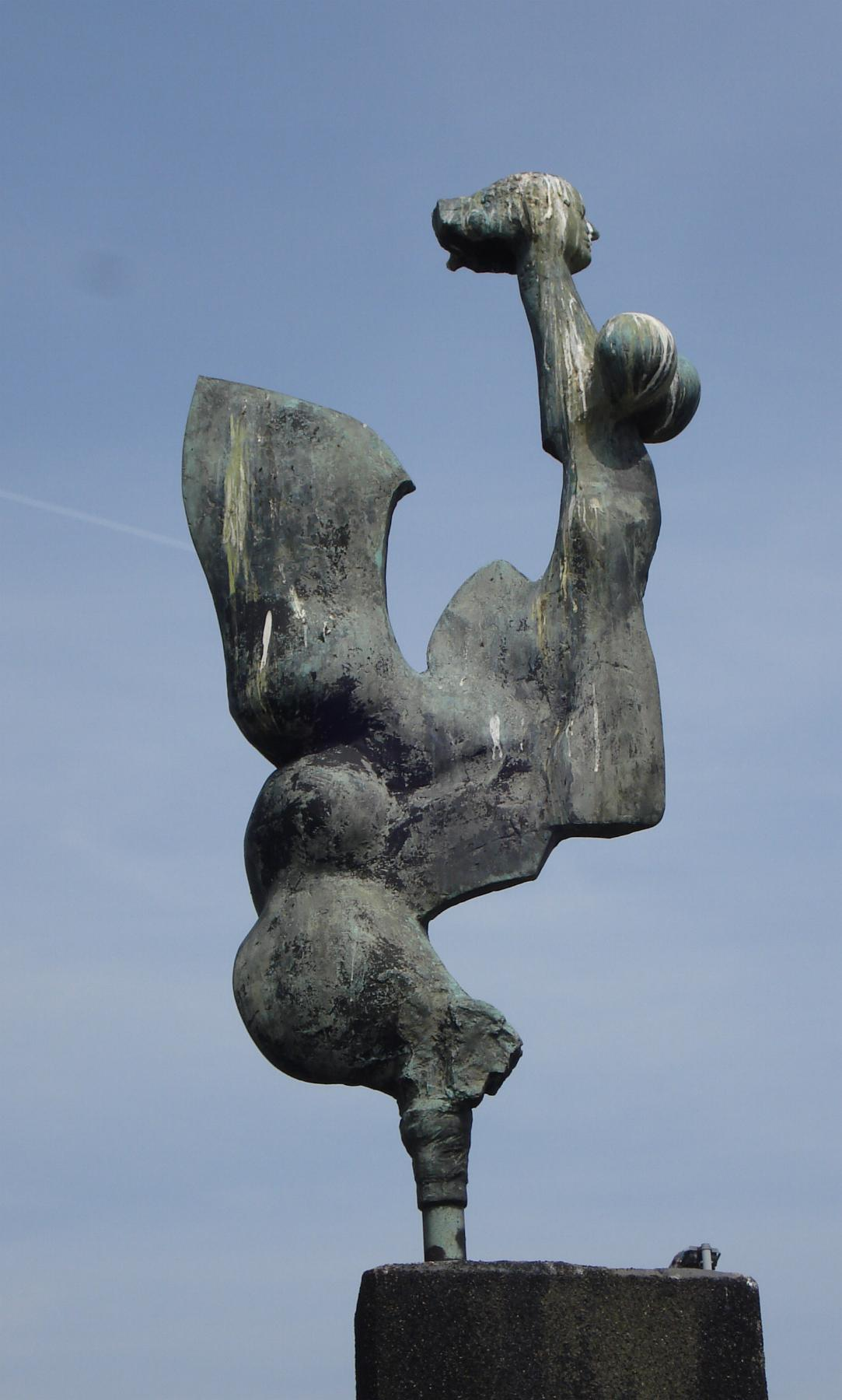
1 . Arthur Spronken: Galionsfigur
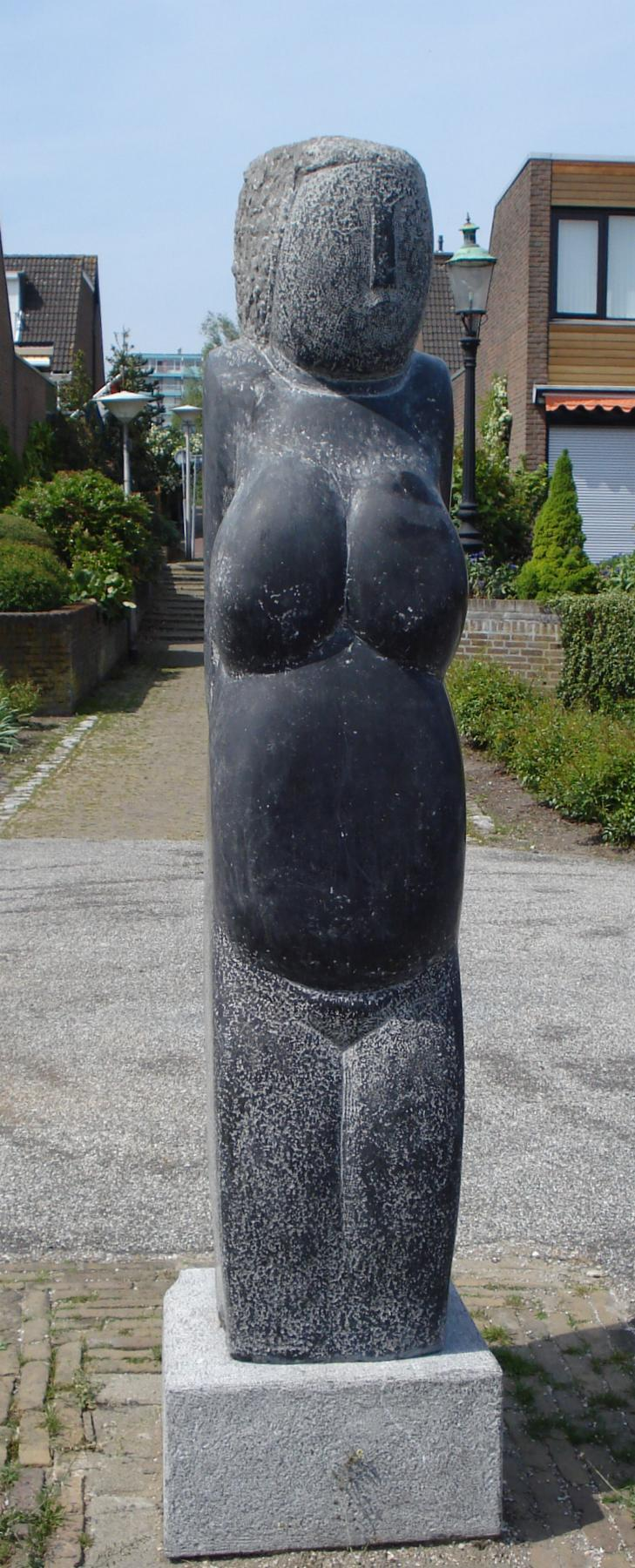
2 . unbekannt
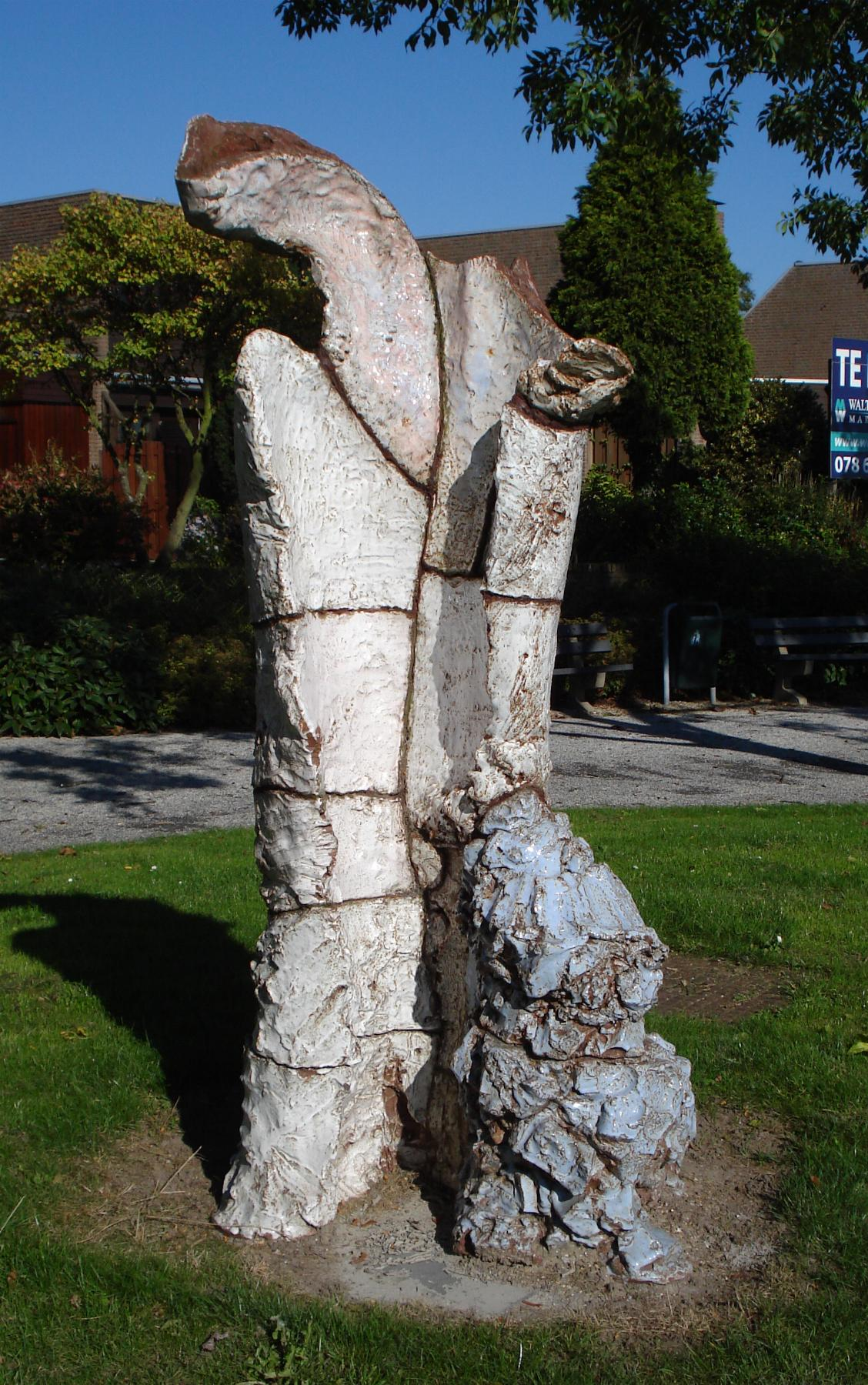
3 . unbekannt
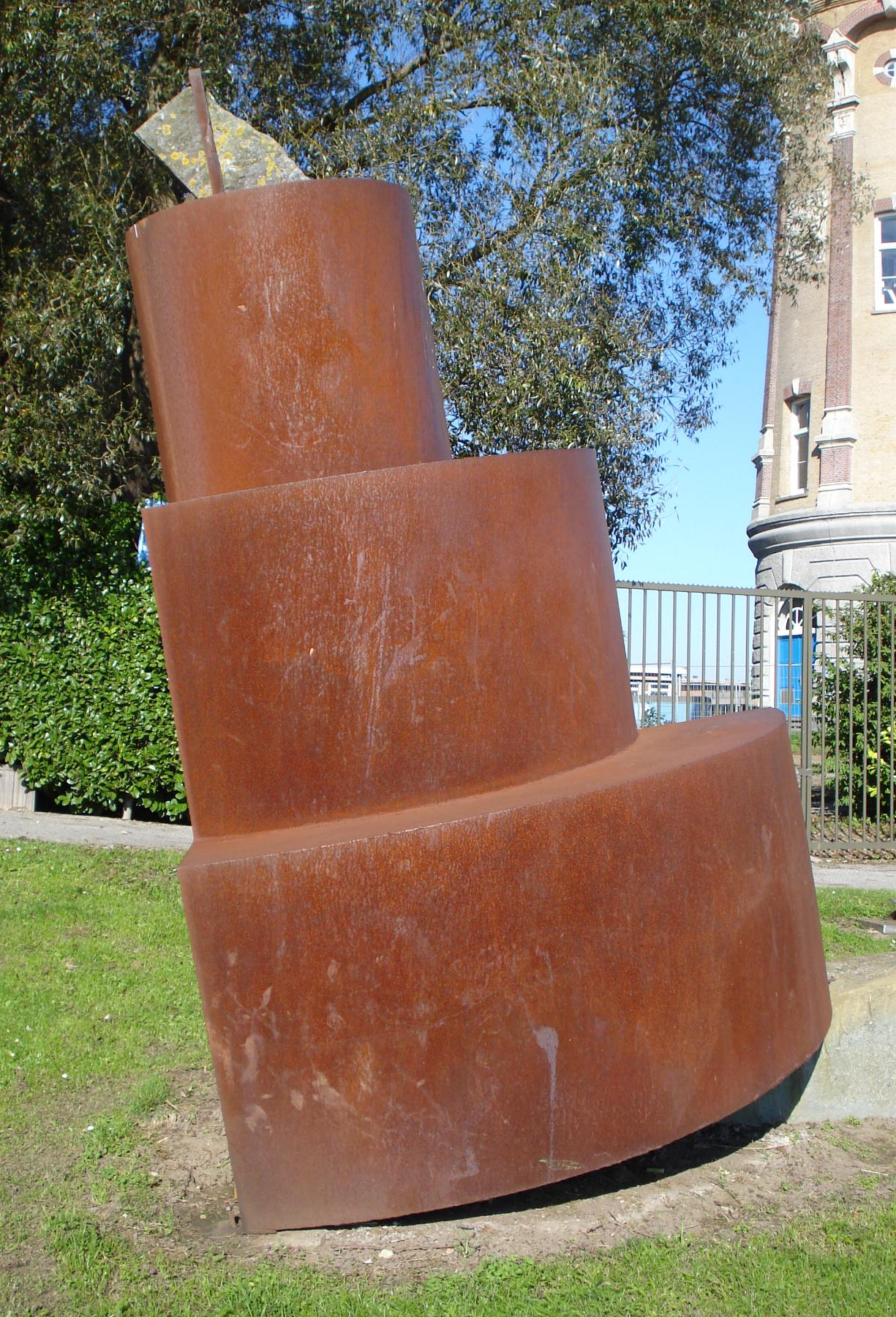
4 . Gjalt Blaauw: Ohne Titel
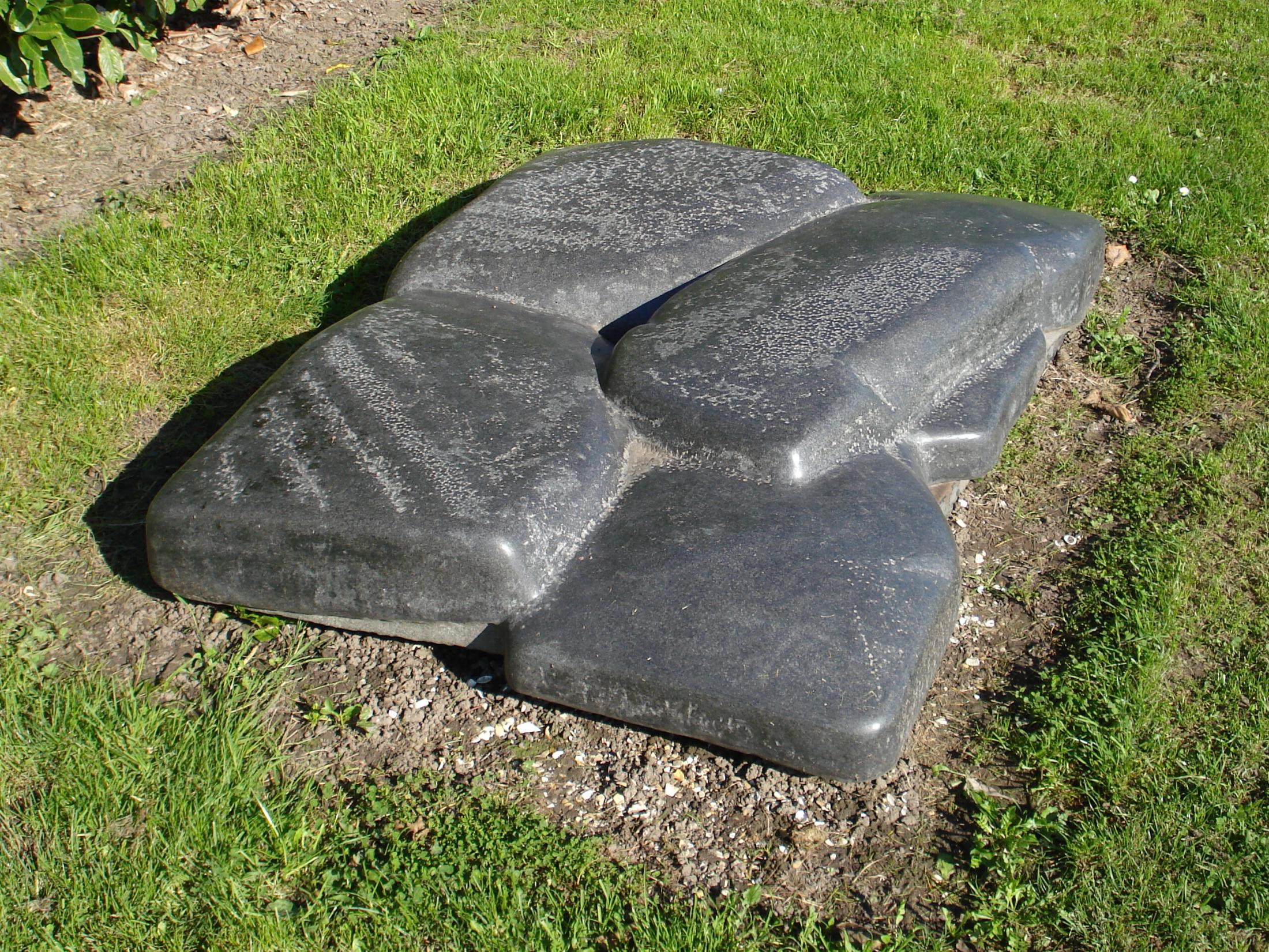
5 . unbekannt
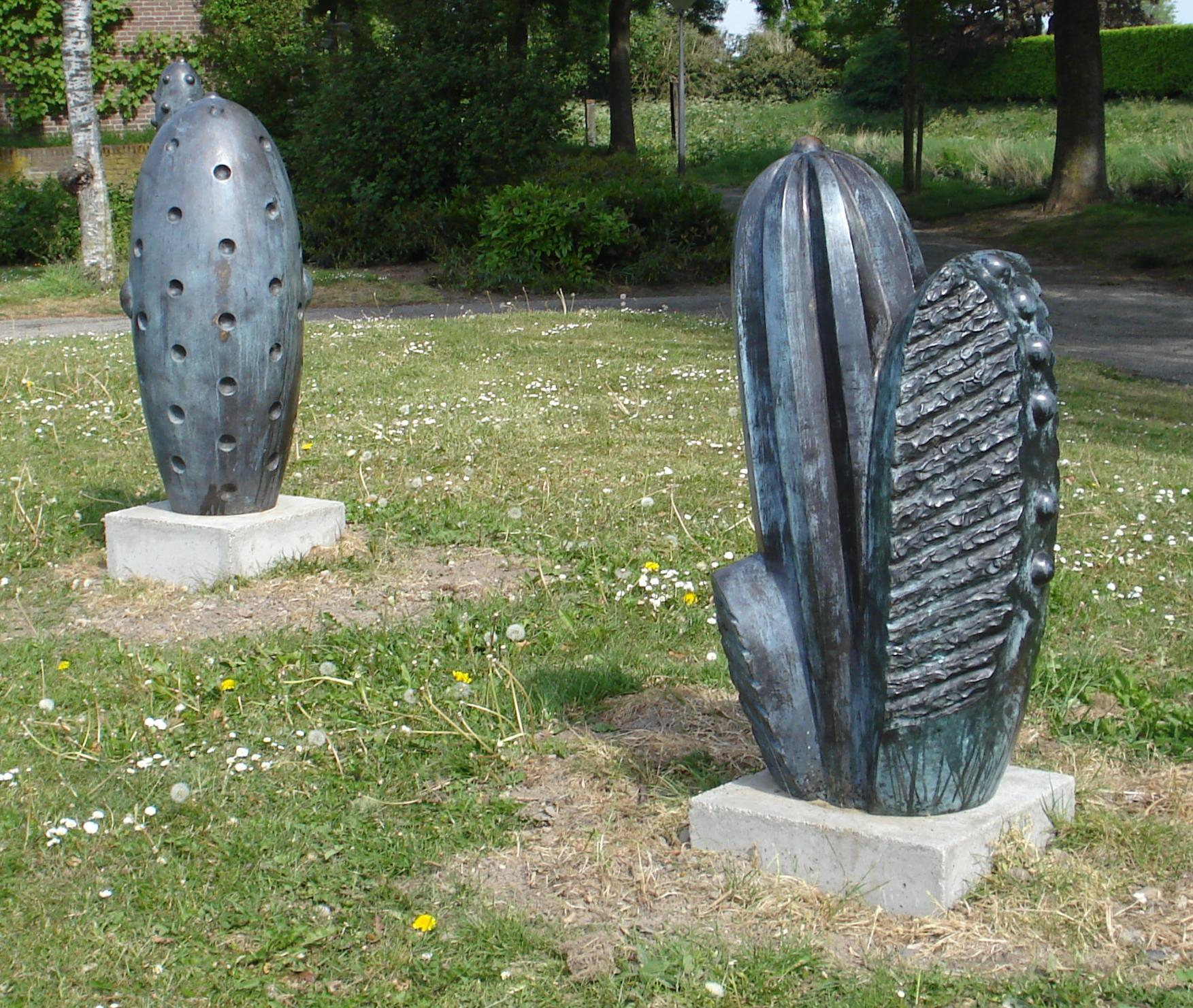
6 . unbekannt
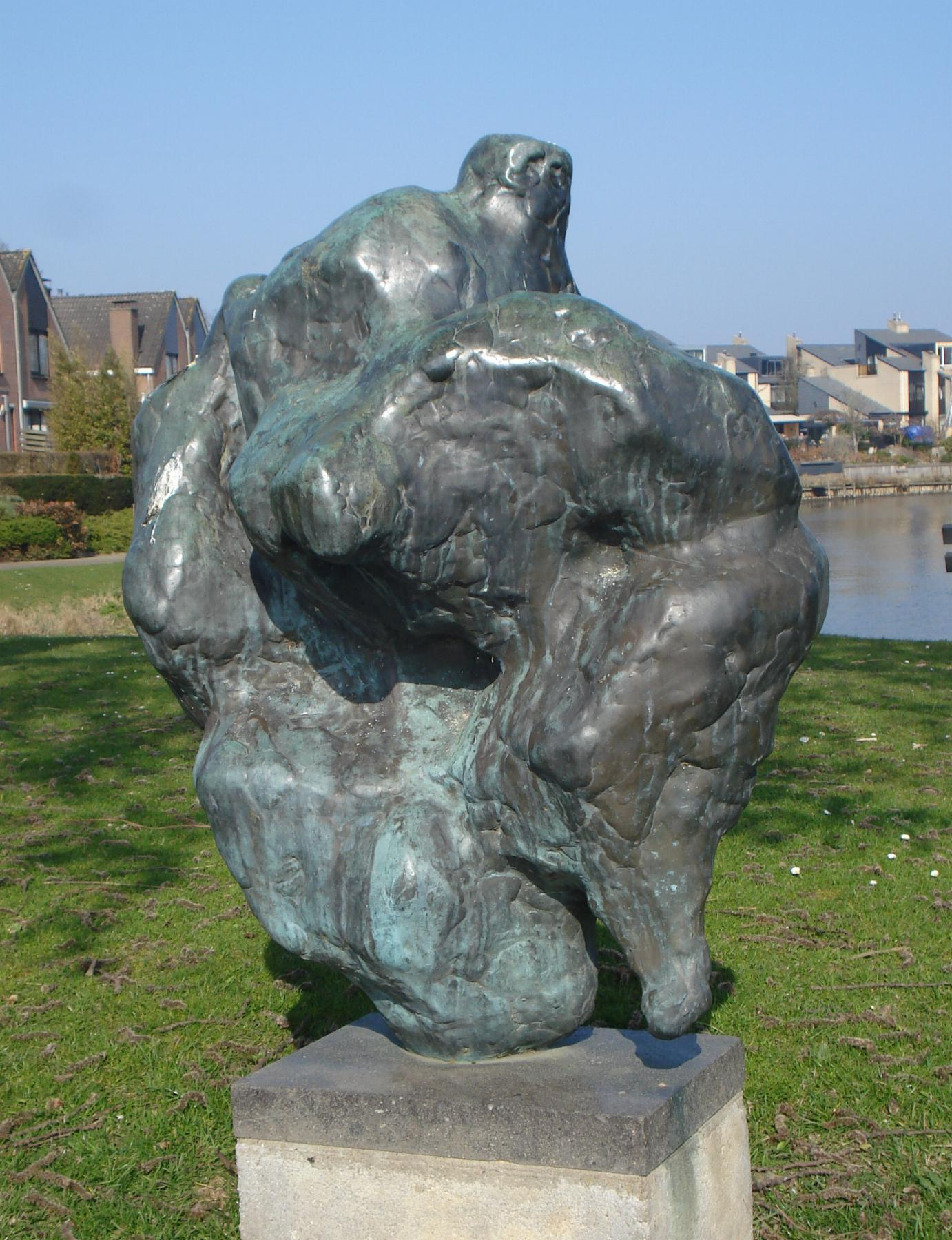
7 . Renze Hettema: Jacob und der Engel
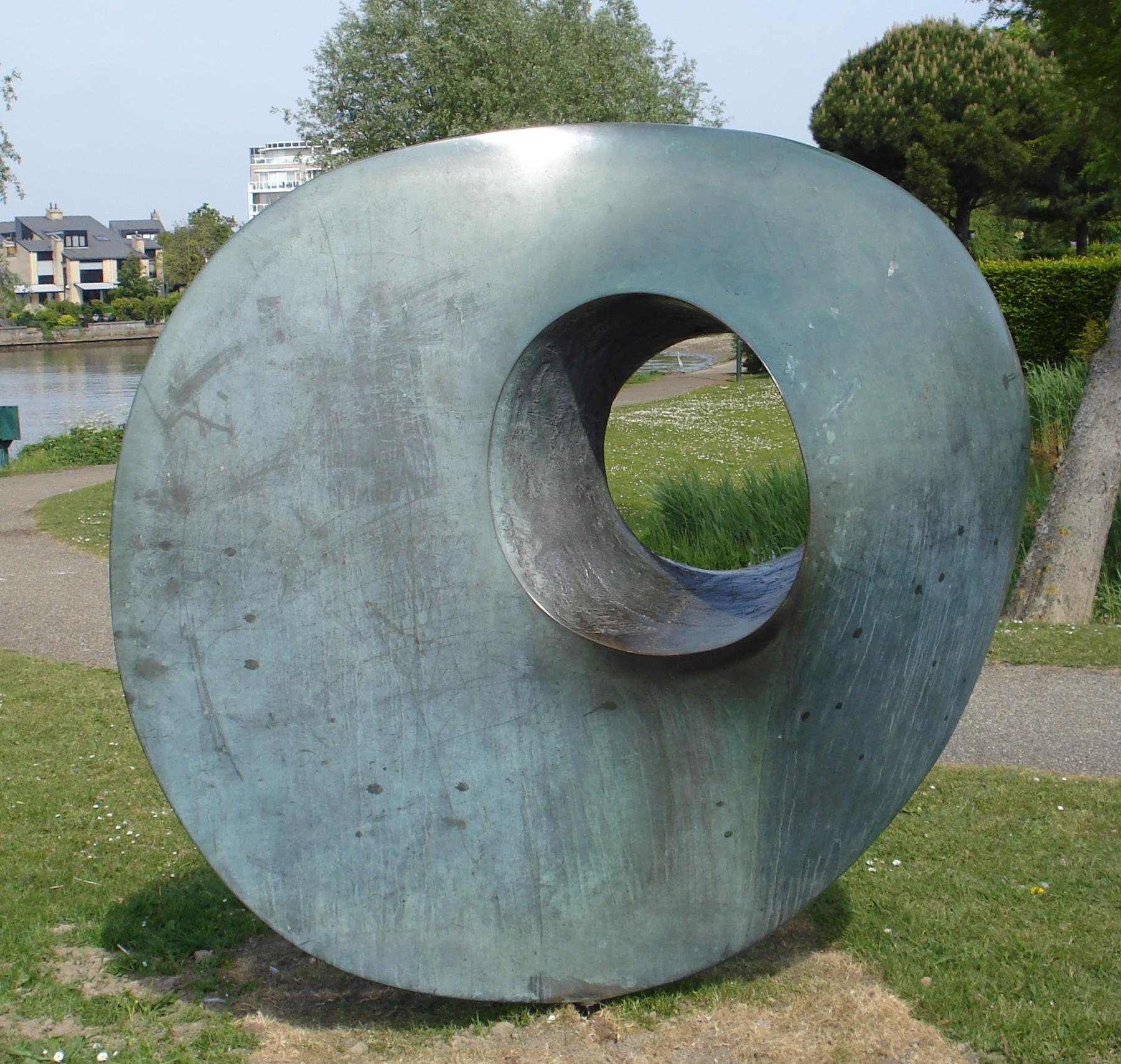
8 . Lucien den Arend: Diskoide Form
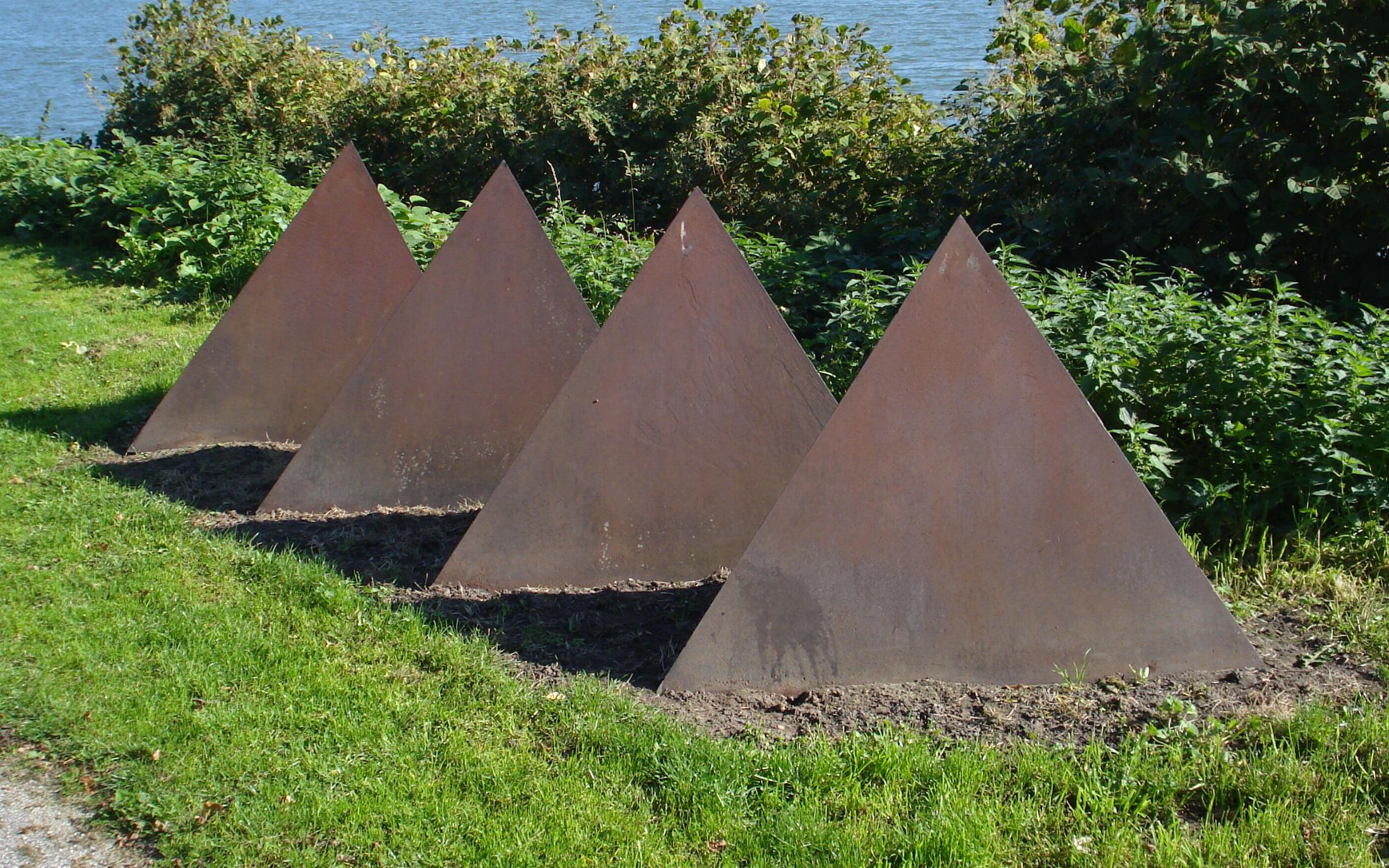
9 . Marry Teeuwen-de Jong: Geteilte Pyramide
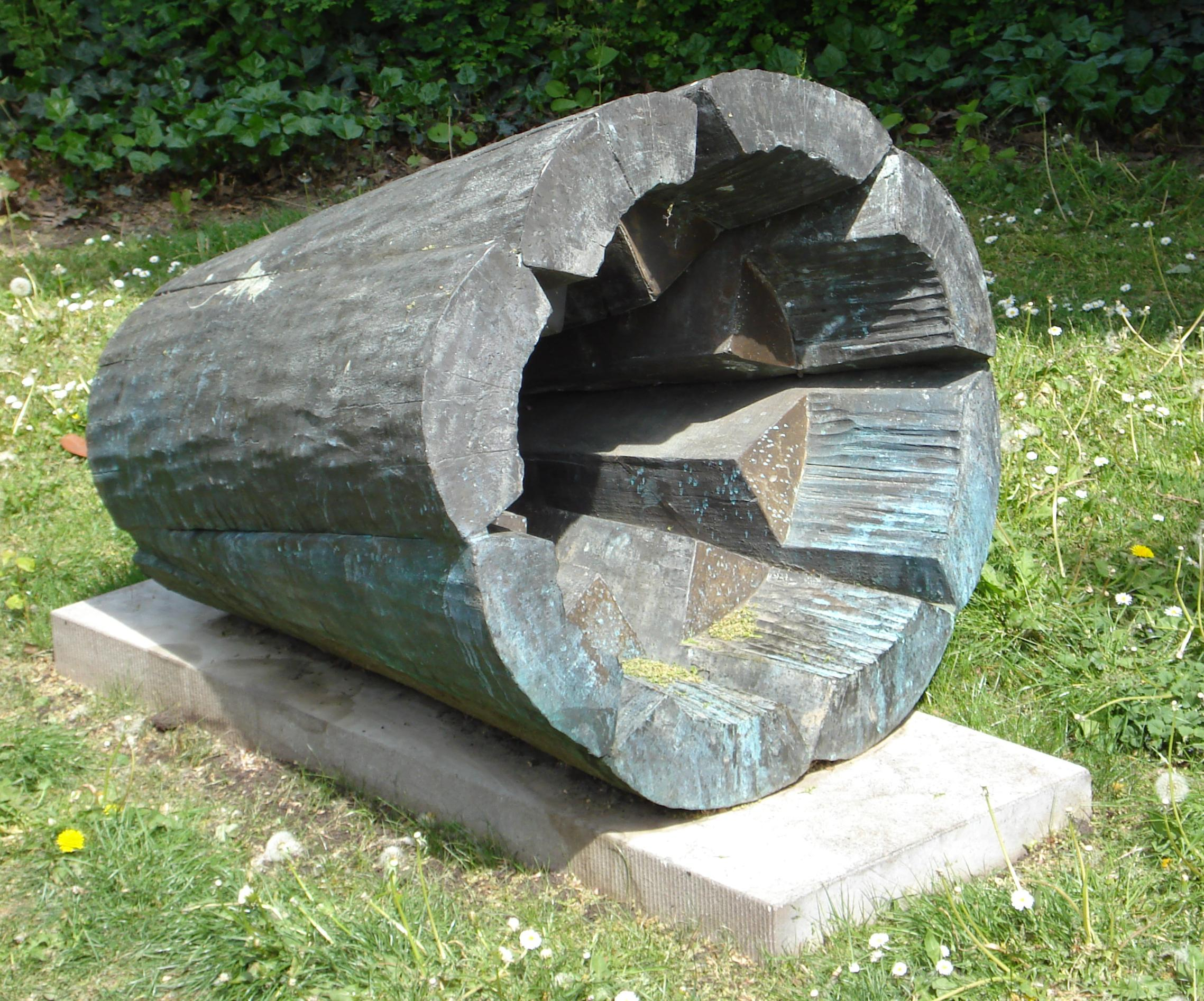
10 . Matti Peltokangas
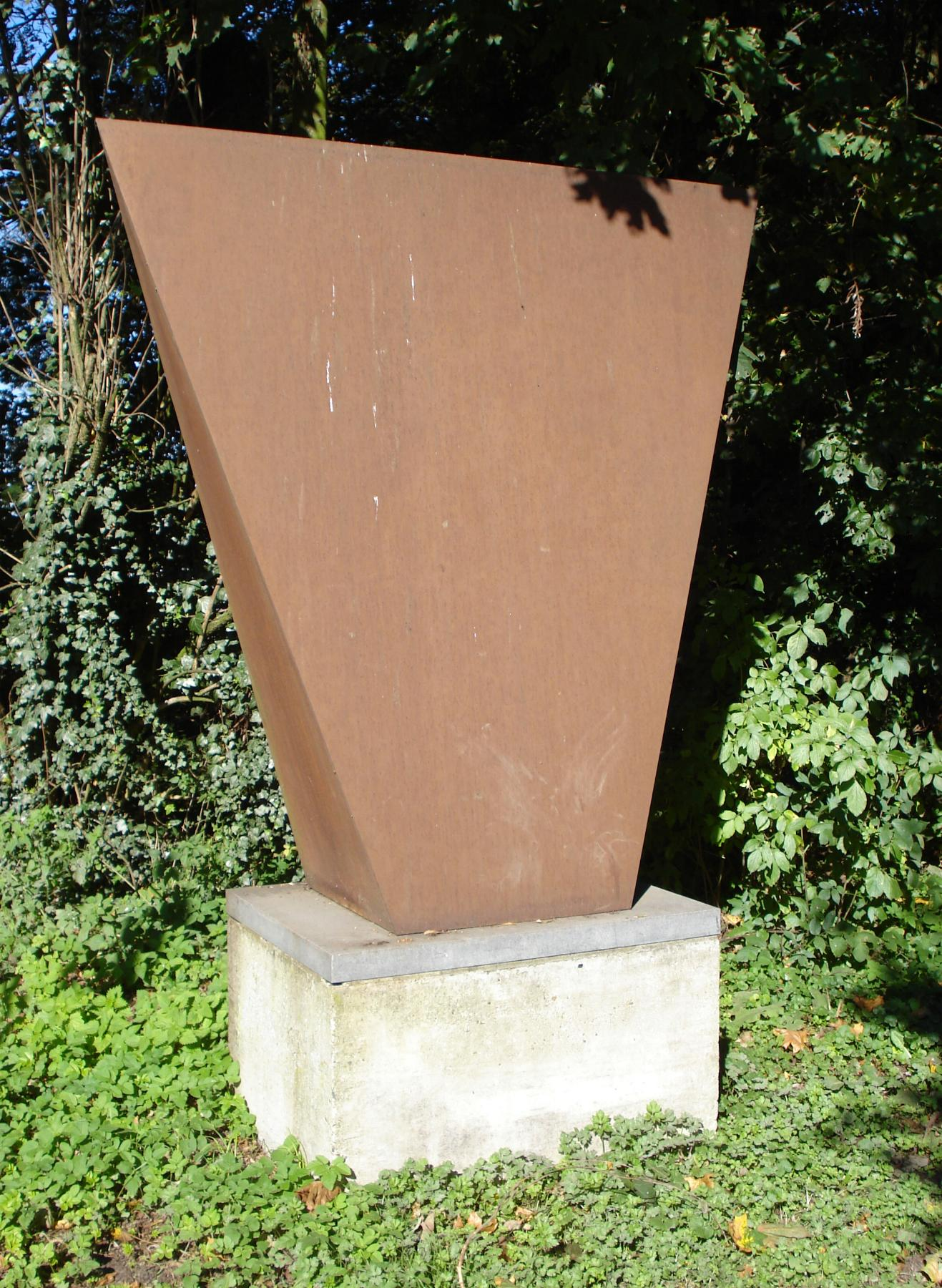
11 . Marry Teeuwen-de Jong: Wig
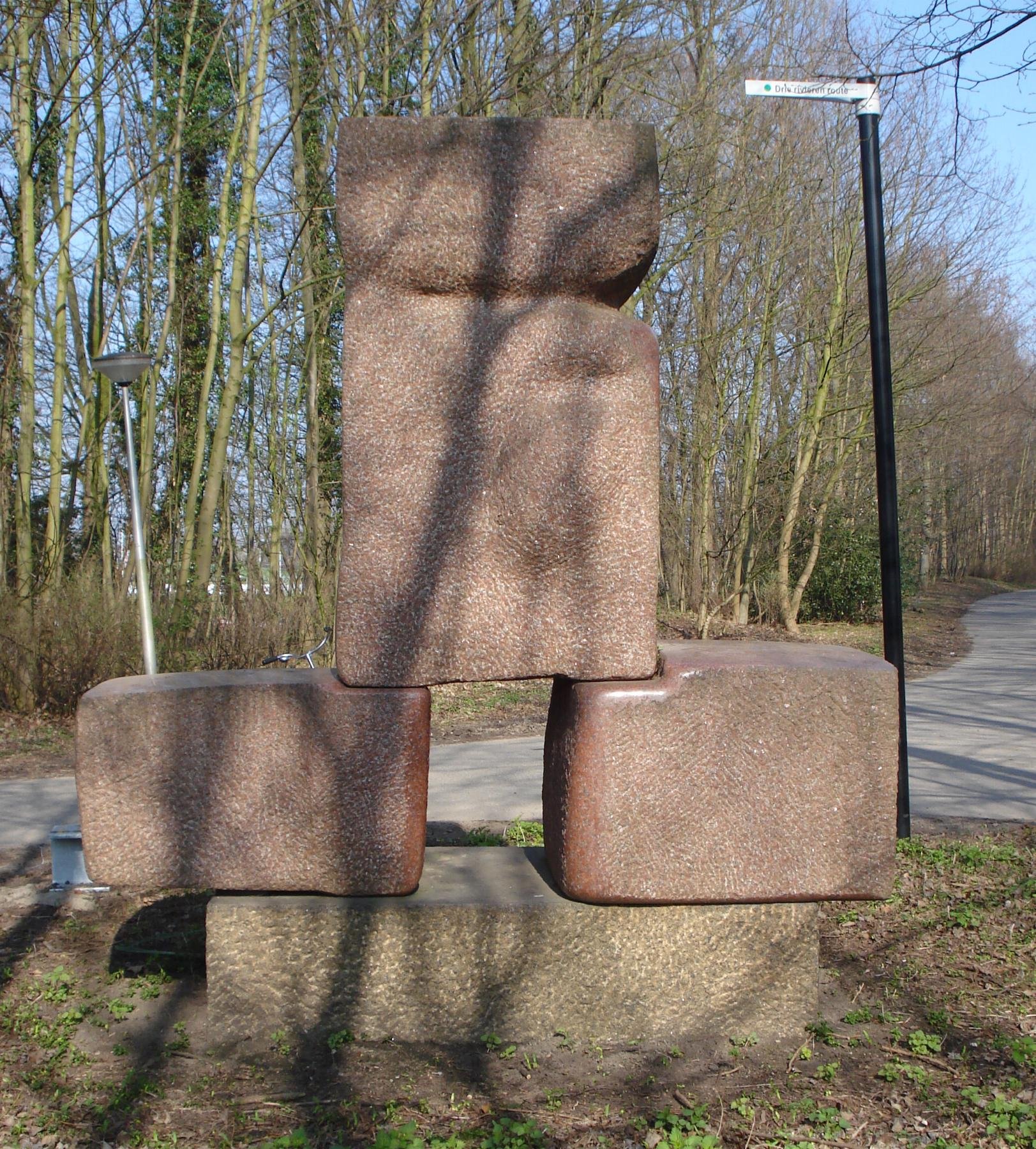
12 . Leo de Vries: Torso
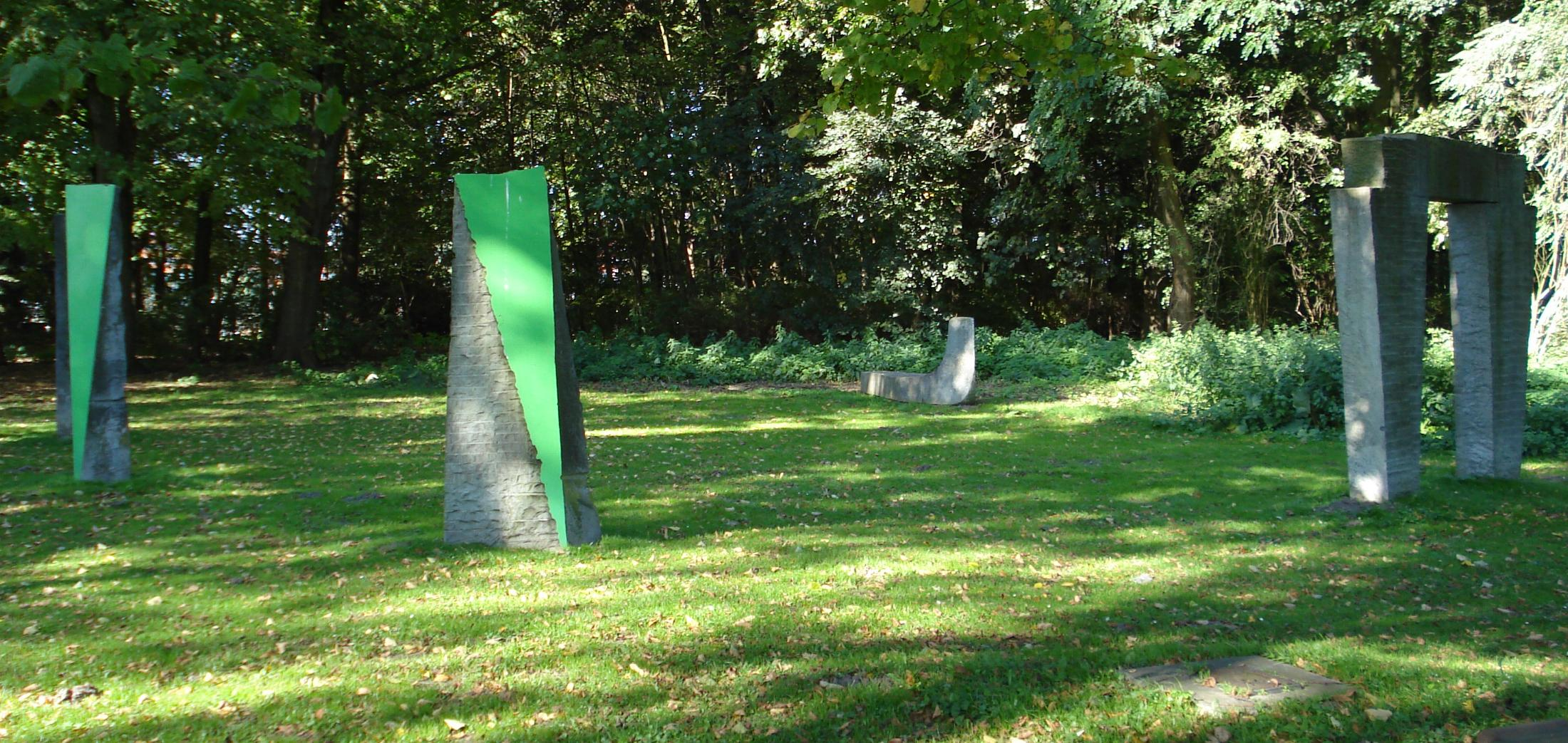
13 . Lukas Arons: Fragmente
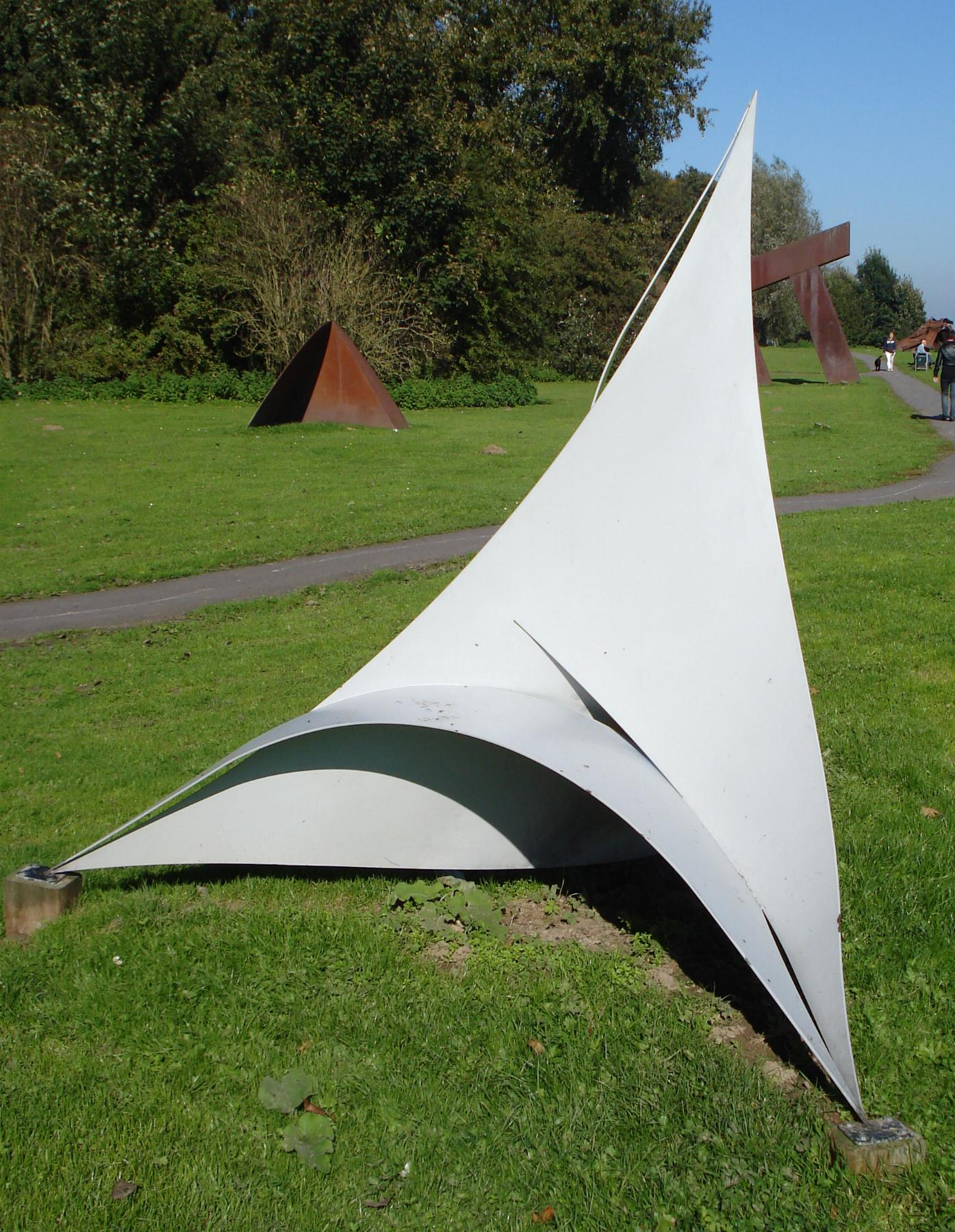
14 . Margot Zanstra: Triangular-Verdoppelung
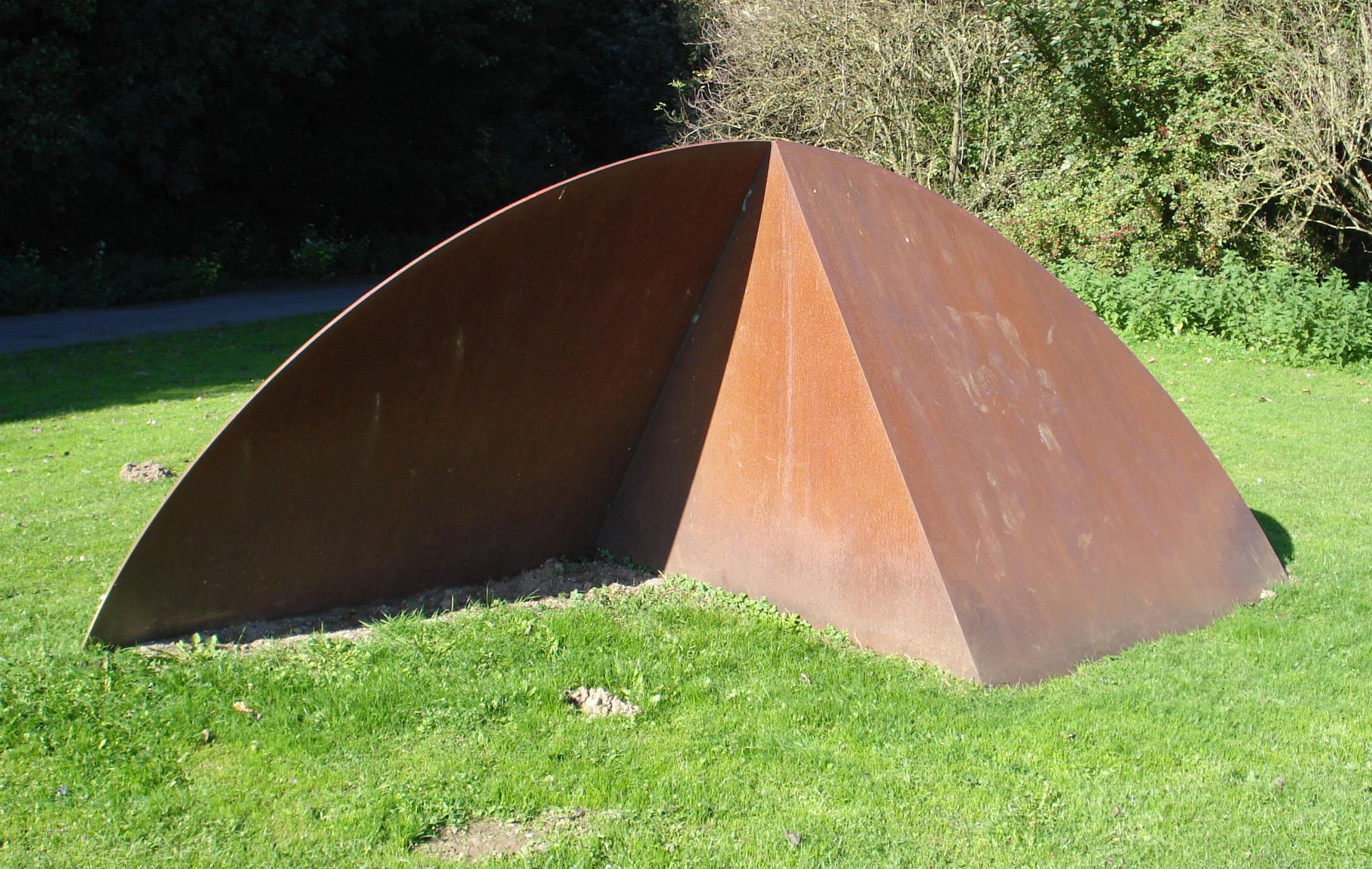
15 . Lucien den Arend: Gothic II
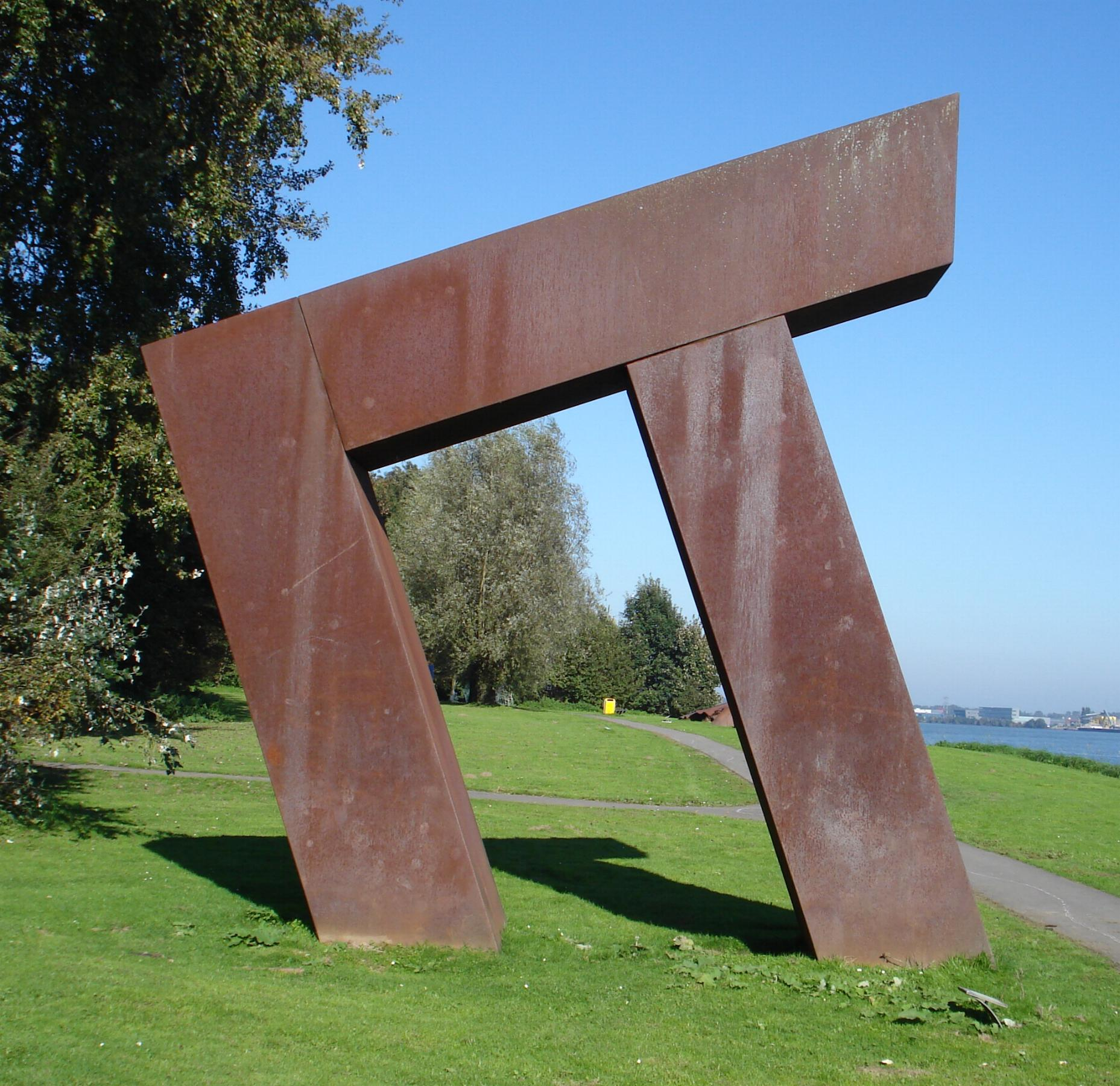
16 . Niko de Wit: Ohne Titel
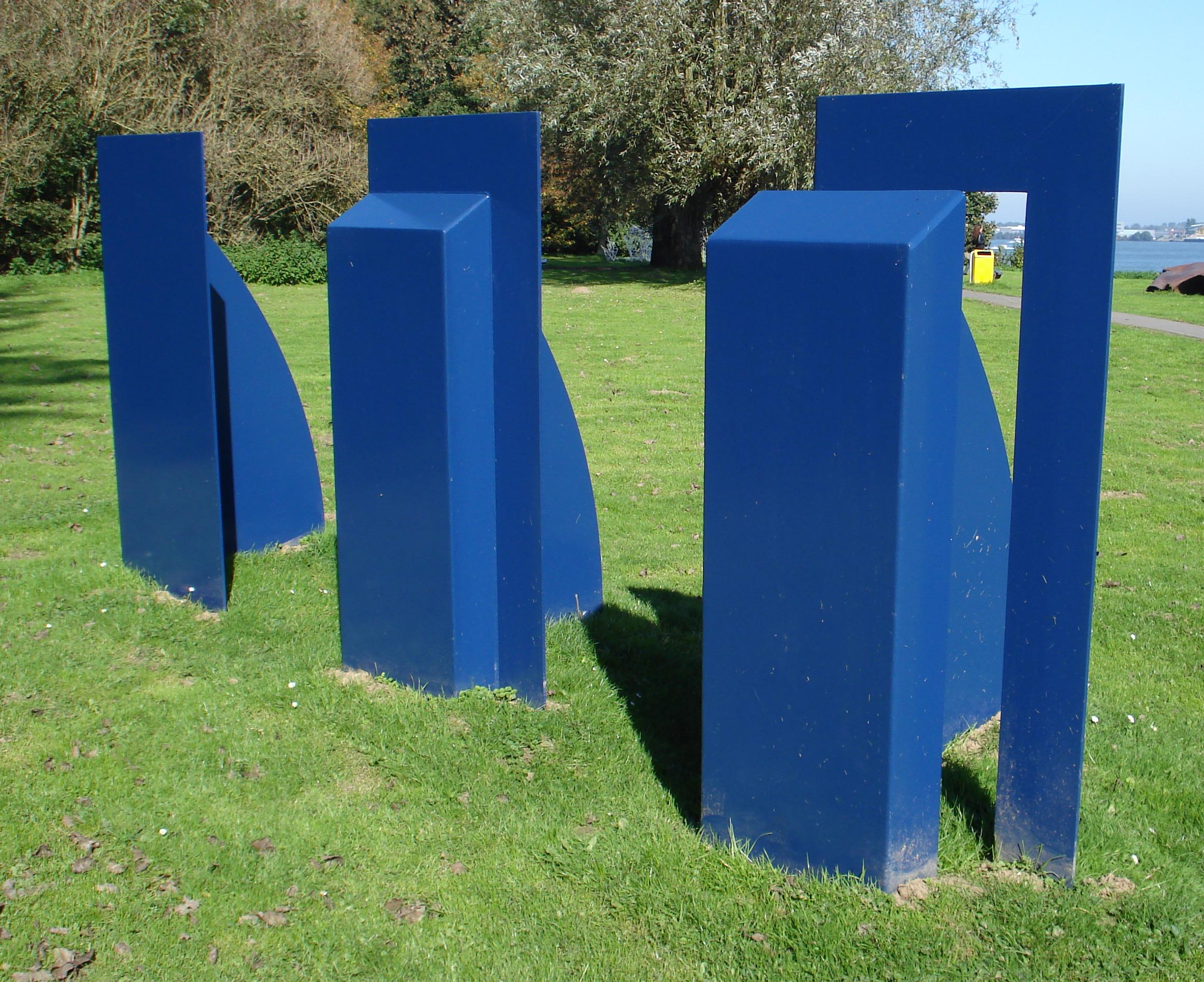
17 . Frits Vanèn: Existenz
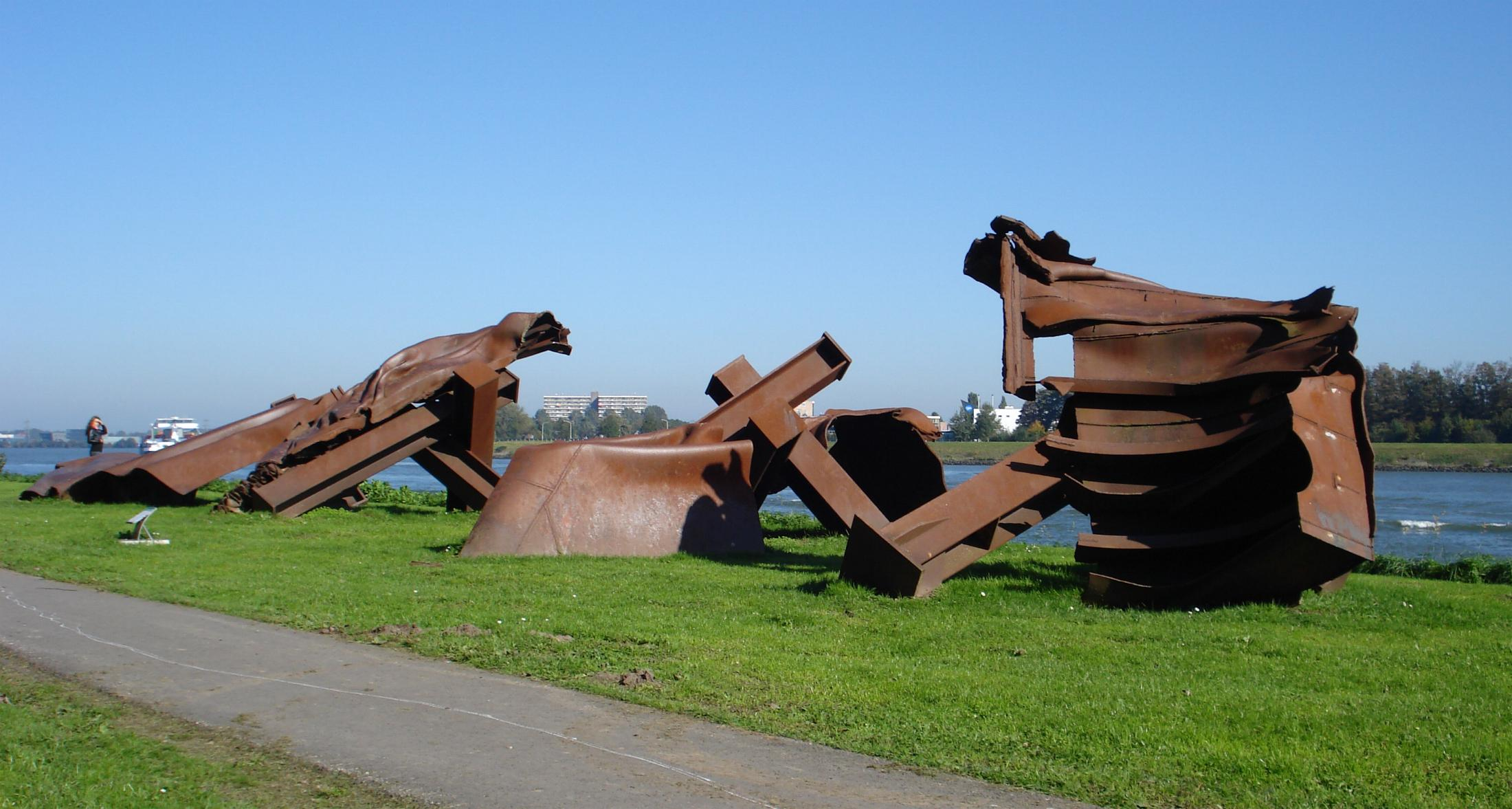
18 . Herbert Nouwens: Vier Konstruktionen an einem Platz
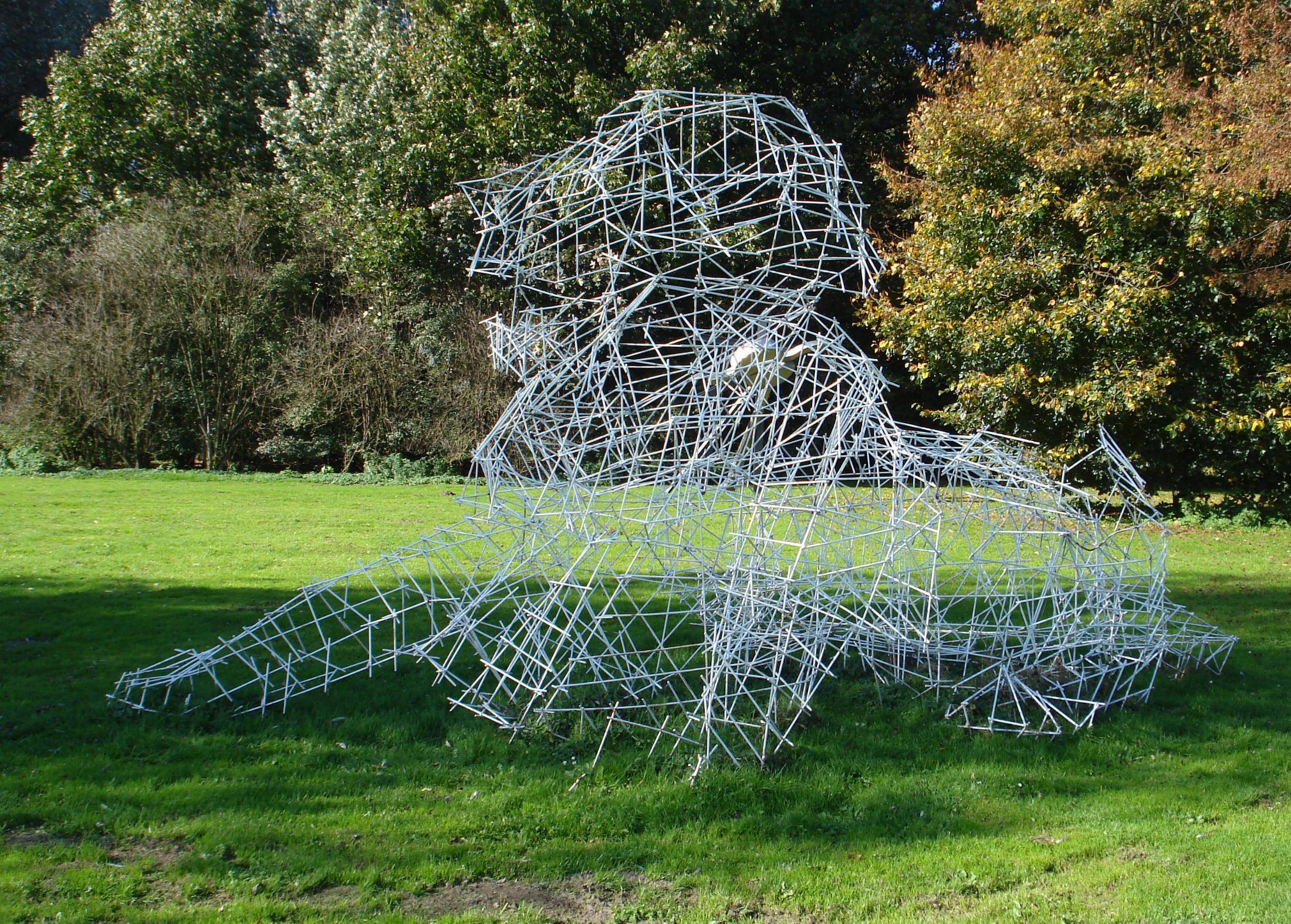
19 . Wieke Terpstra: Der Löwe
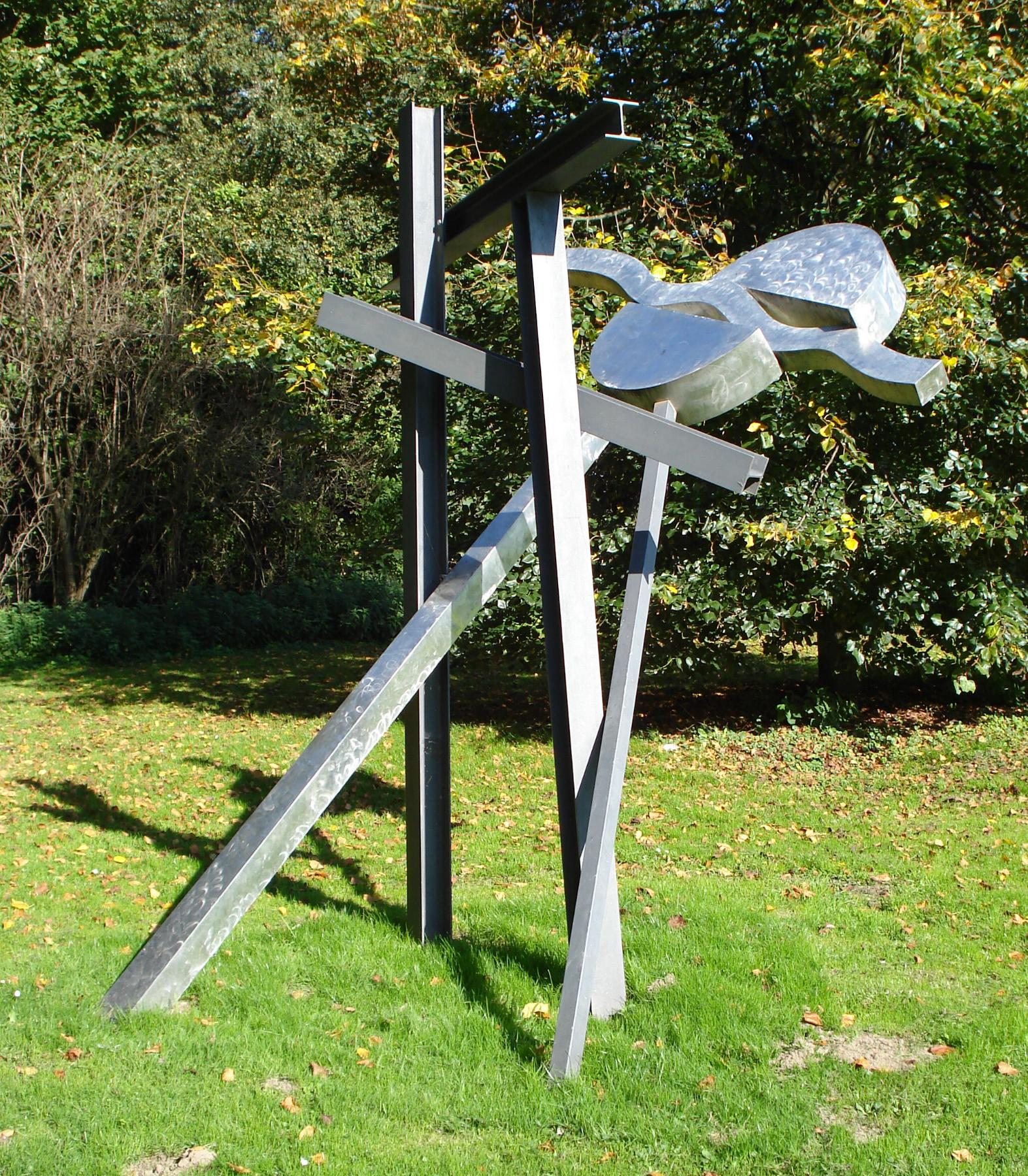
30 . Egidius Knops: Orion
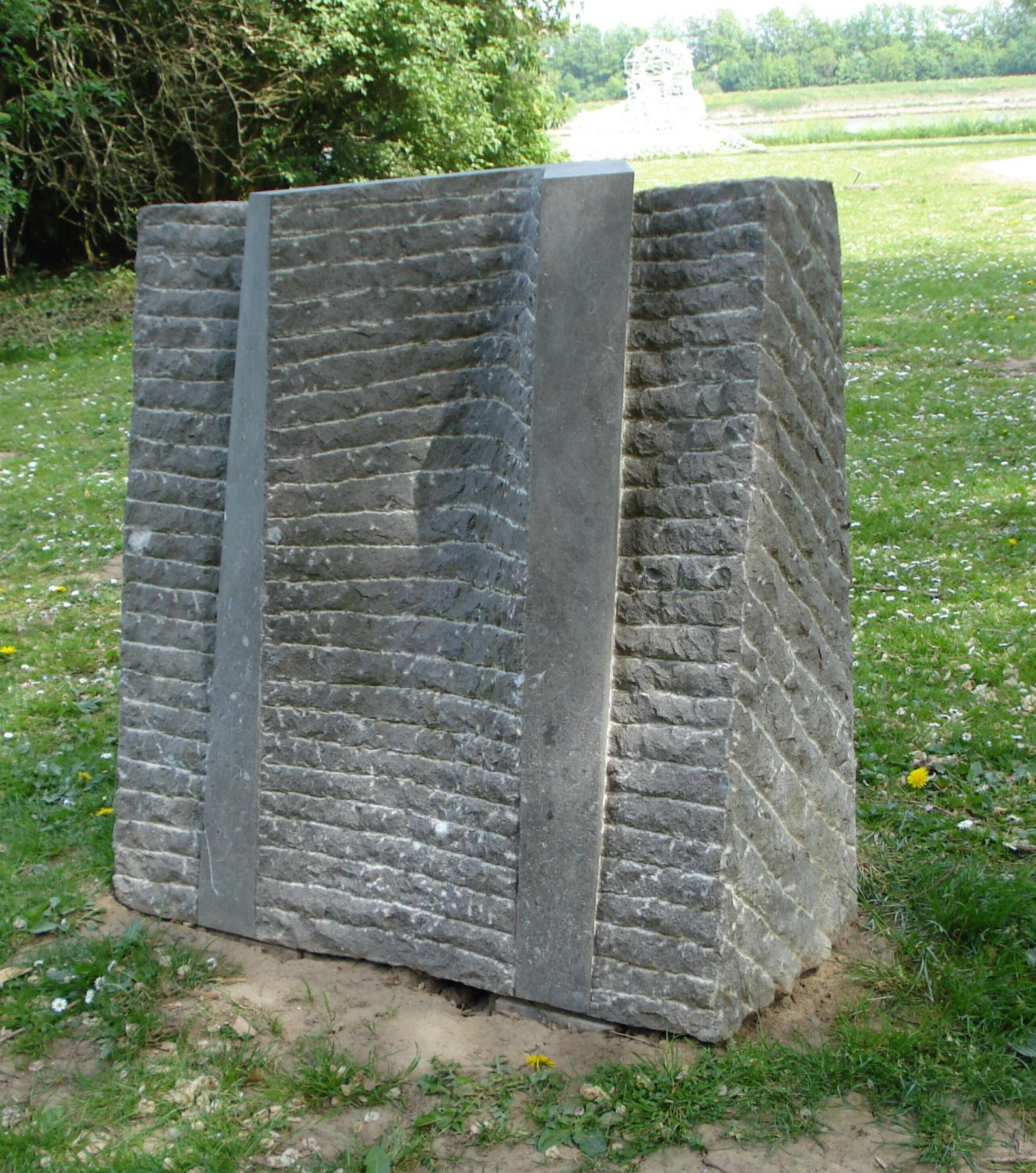
21 . Jan Timmer: Befreiter Vierkant
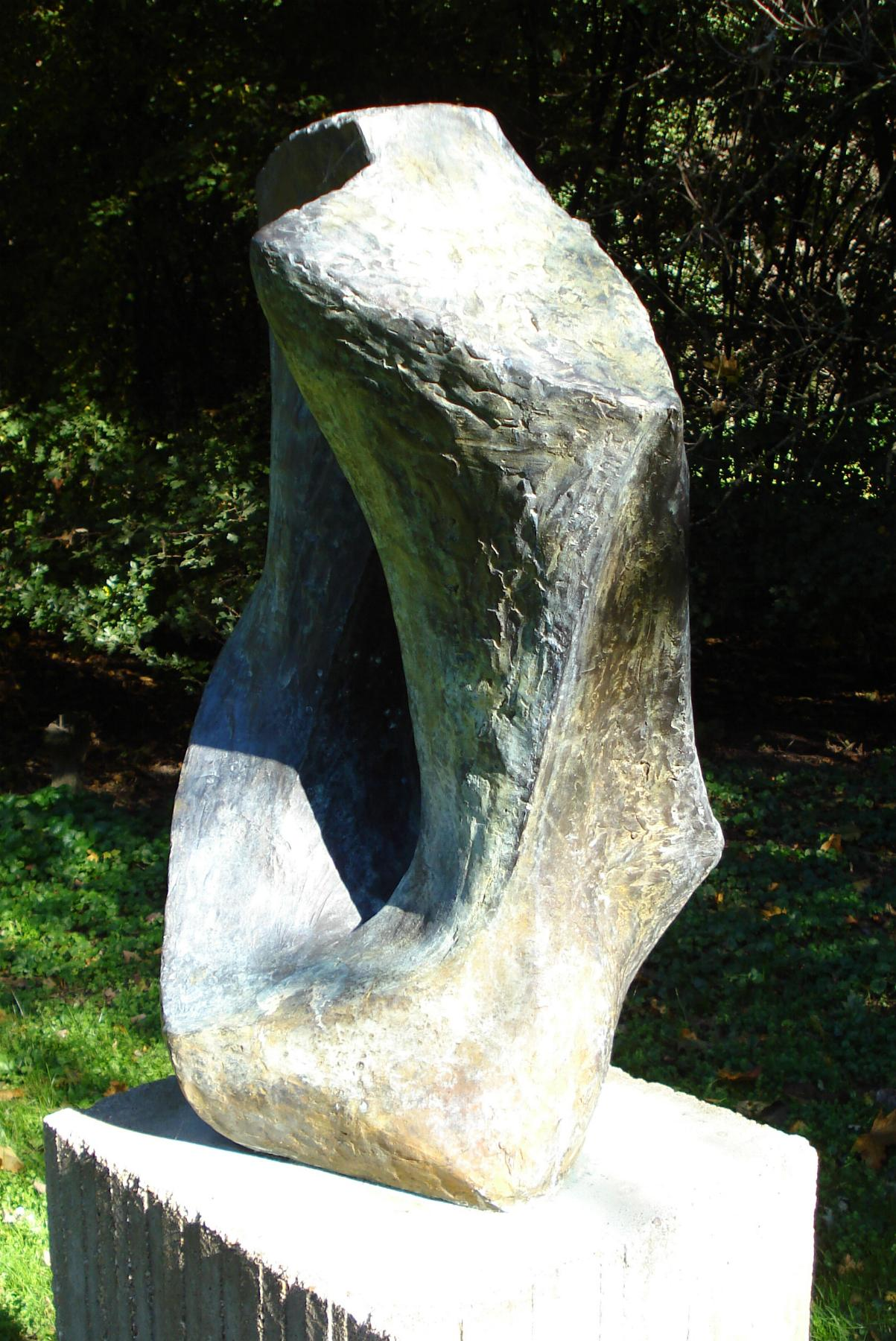
22 . Talking Stones: Entwicklung
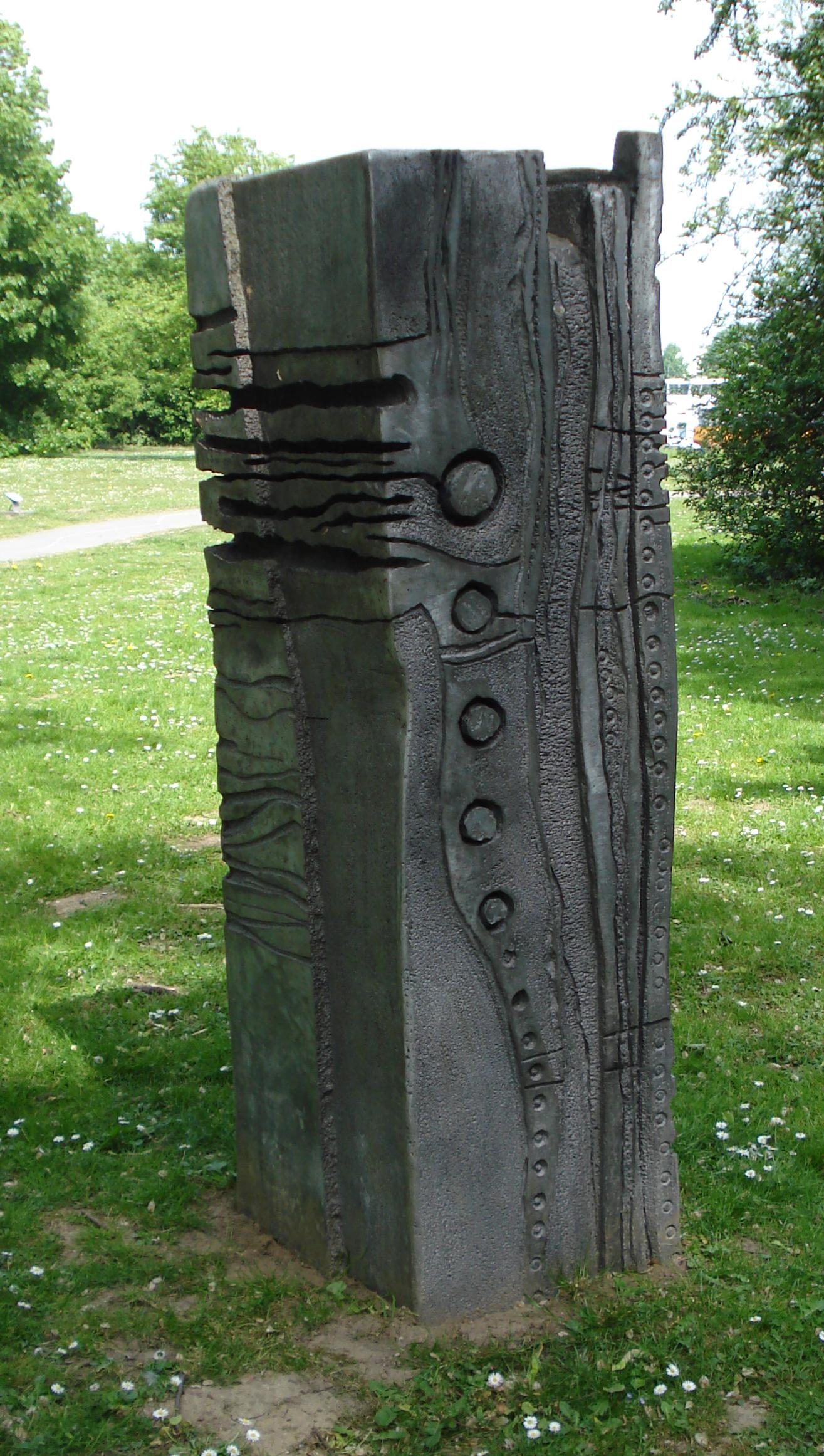
23 . Hedde Buijs: Wachstum
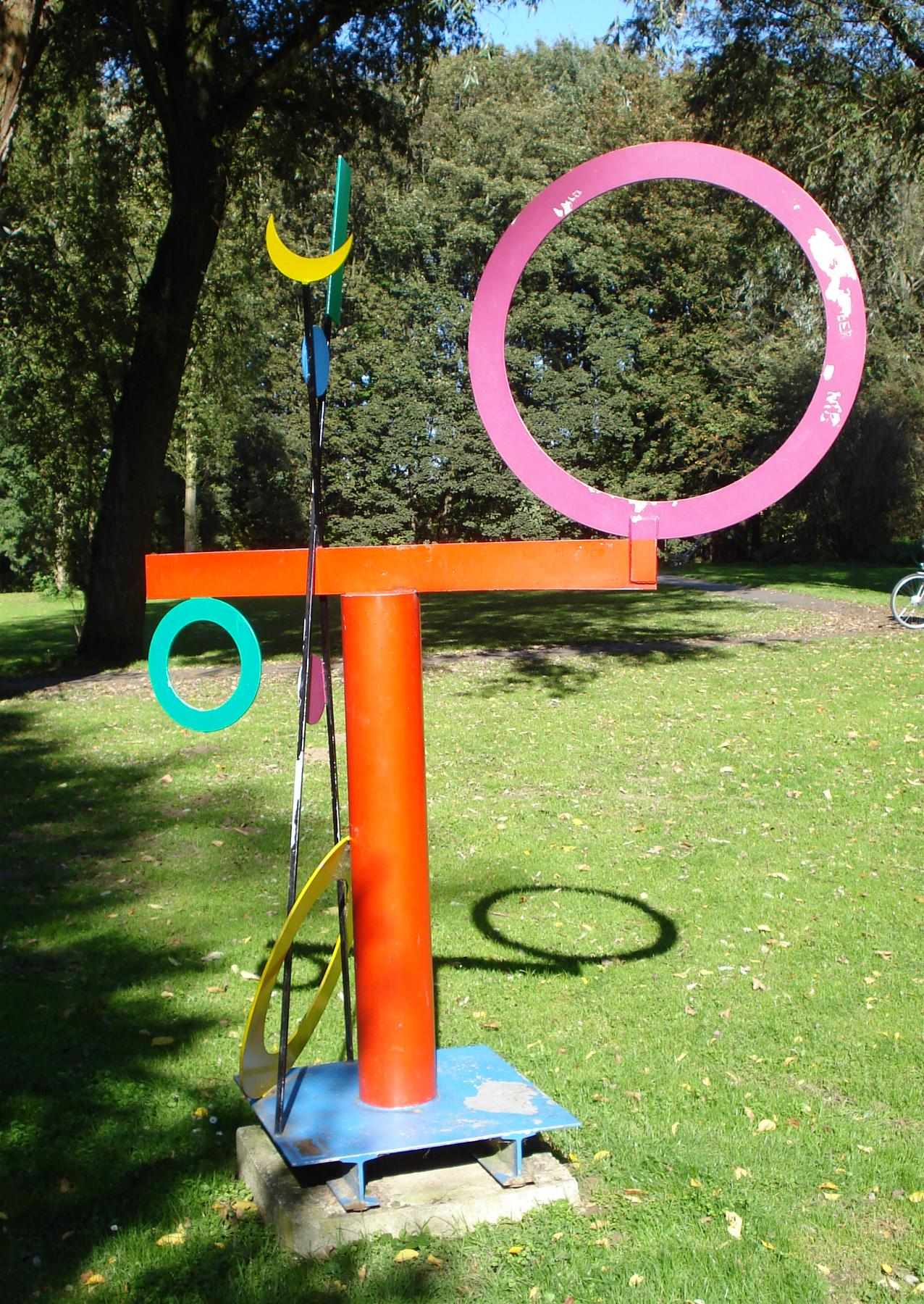
24 . Benbow Bollock: Unterschiedliche Meinungen
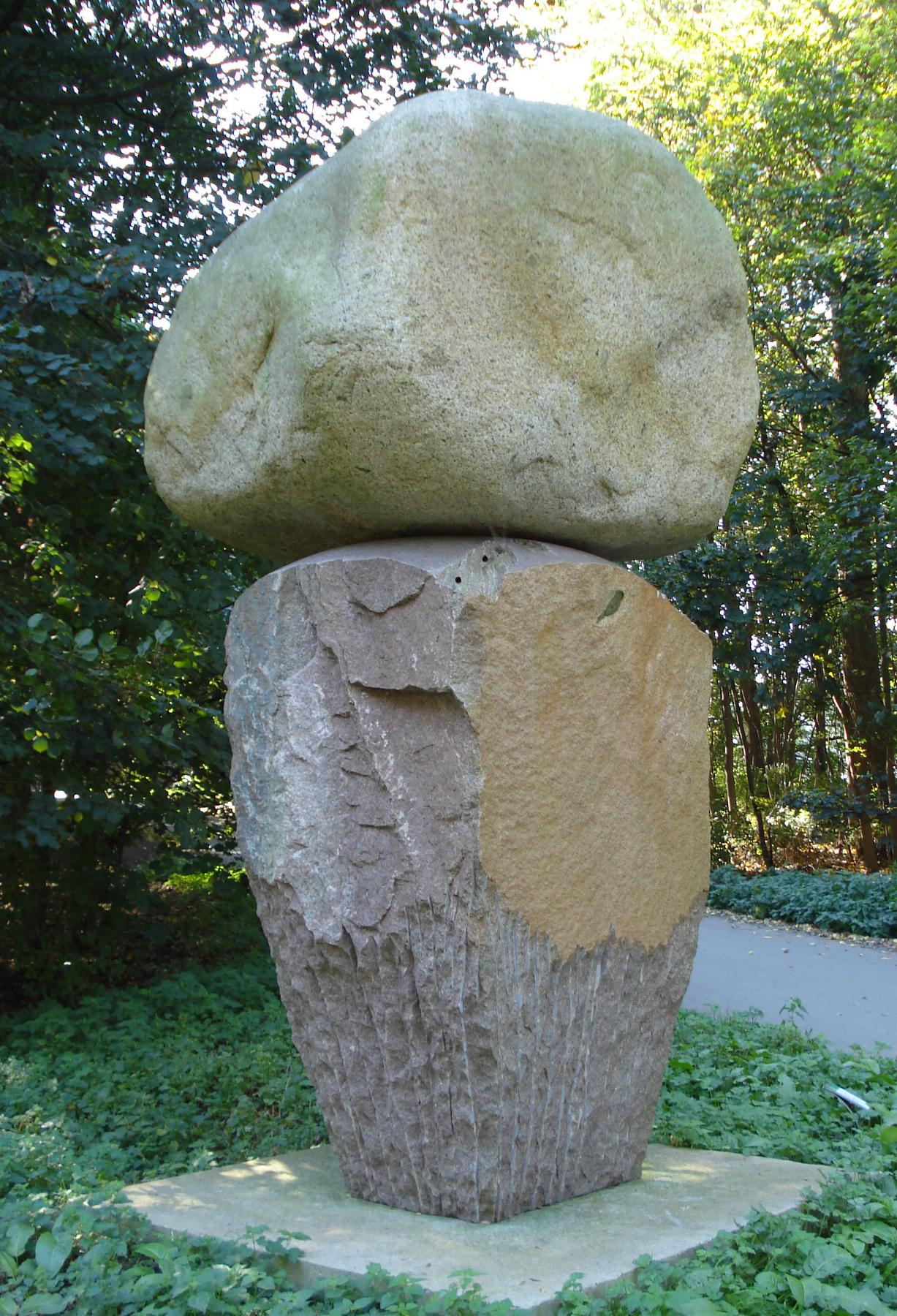
25 . Ton Kalle: So what
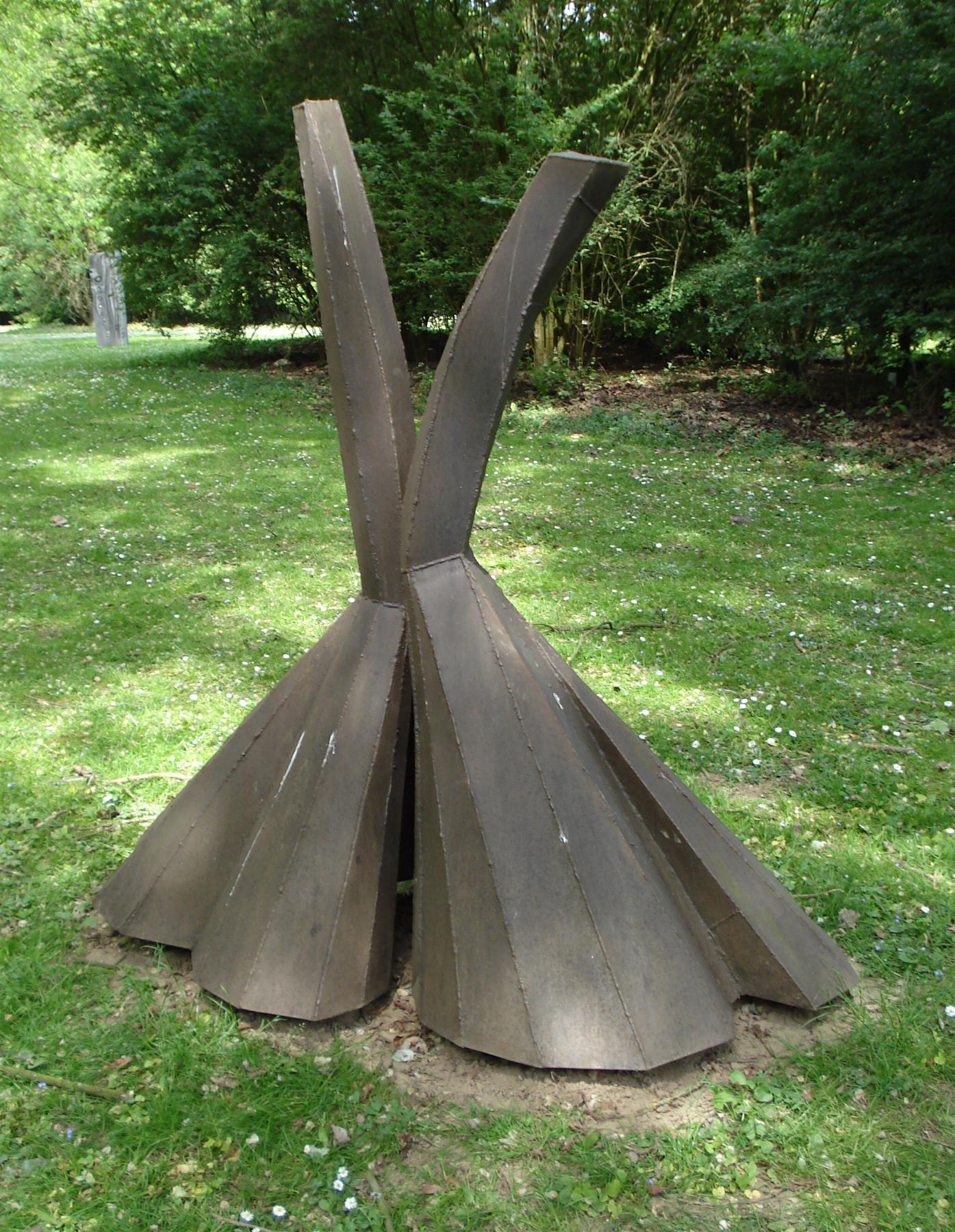
26 . Cor van Gulik: Jurk
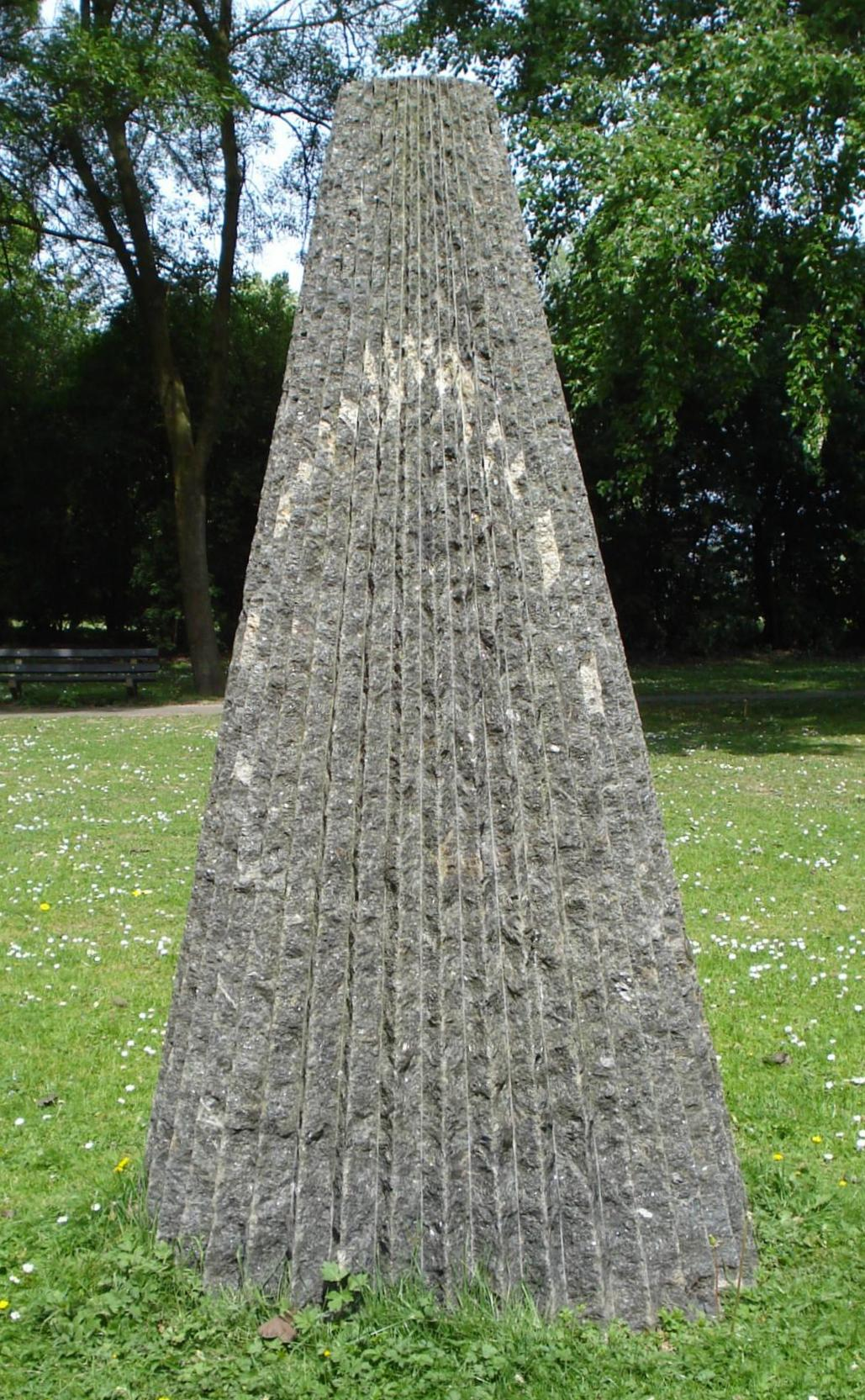
27 . Matti Peltokangas: Licht, Schatten, Licht
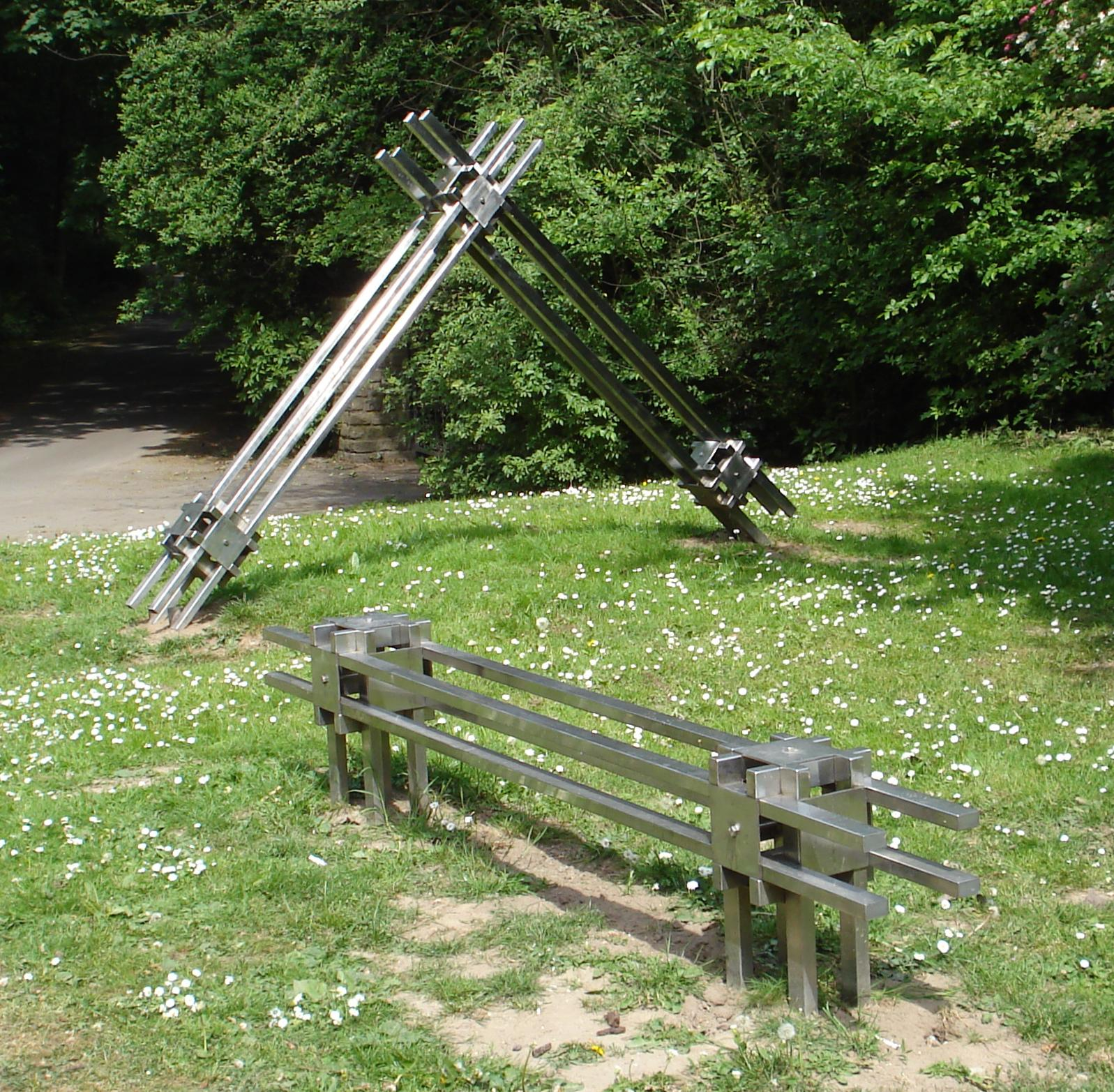
28 . Niels Lous: Elementar-Richtungen
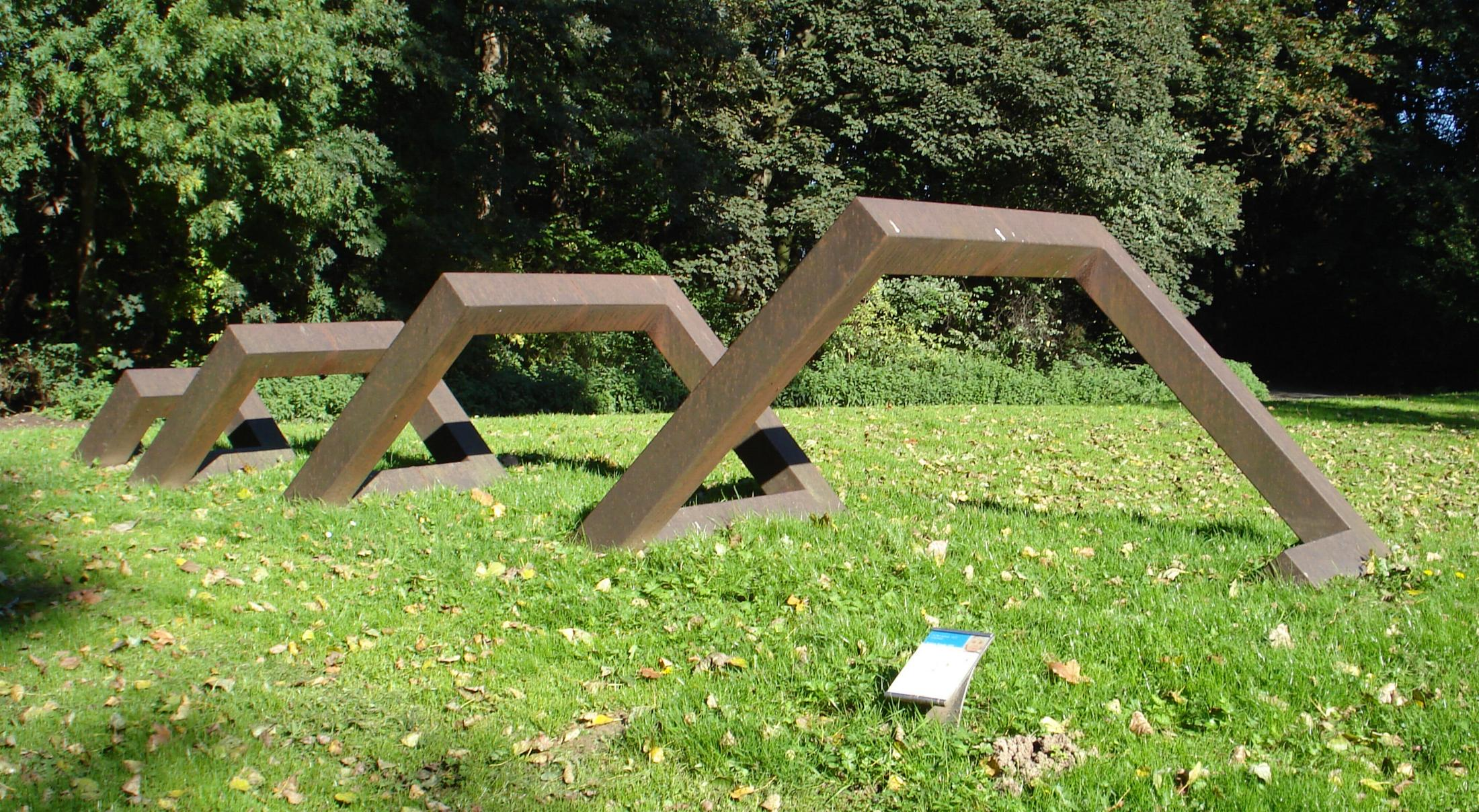
29 . Yvonne Kracht: Zerteilter Vierkant
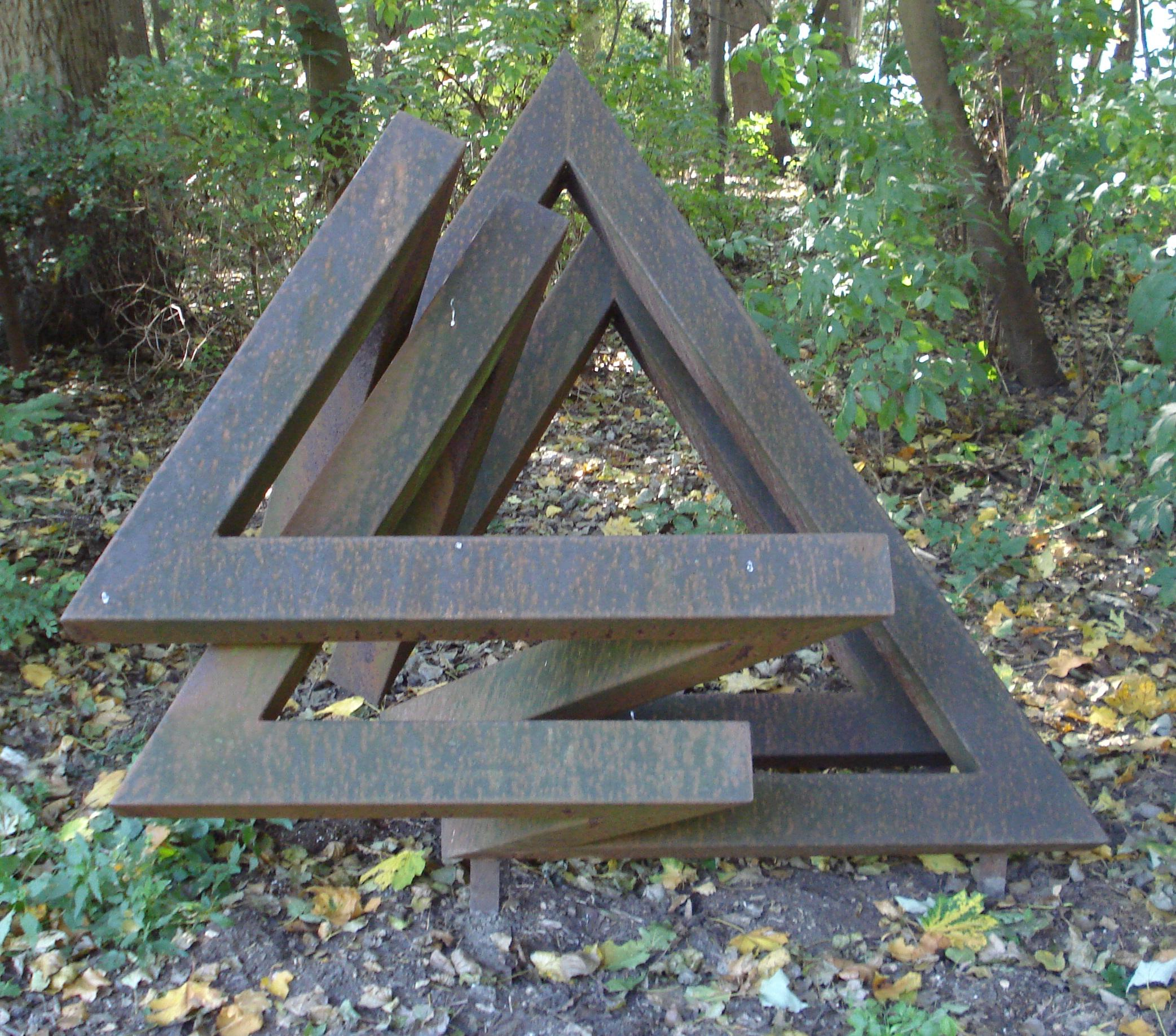
30 . Yvonne Kracht: Zerteiltes Dreieck
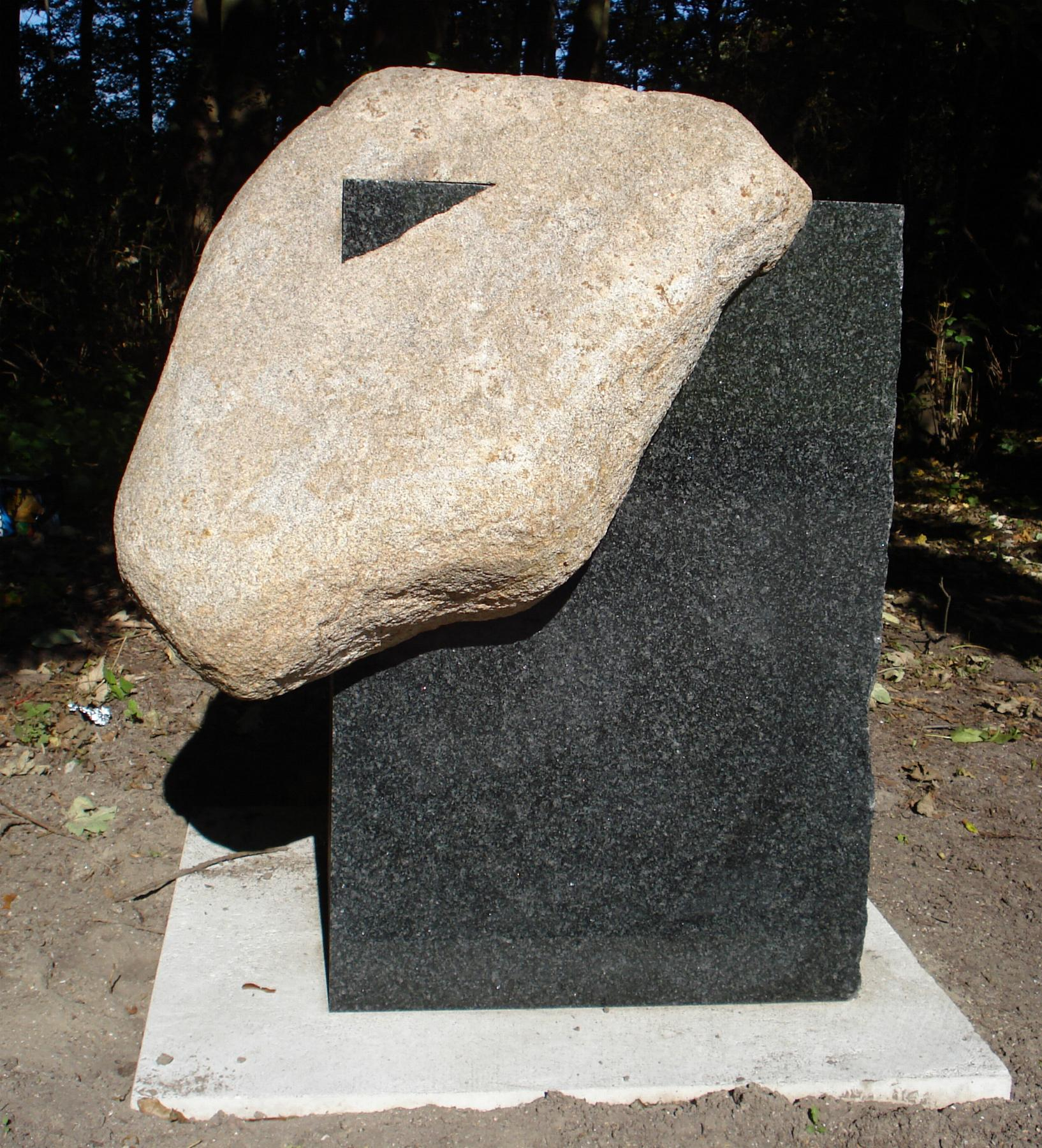
31 . Gerard Höweler: Durchdringend
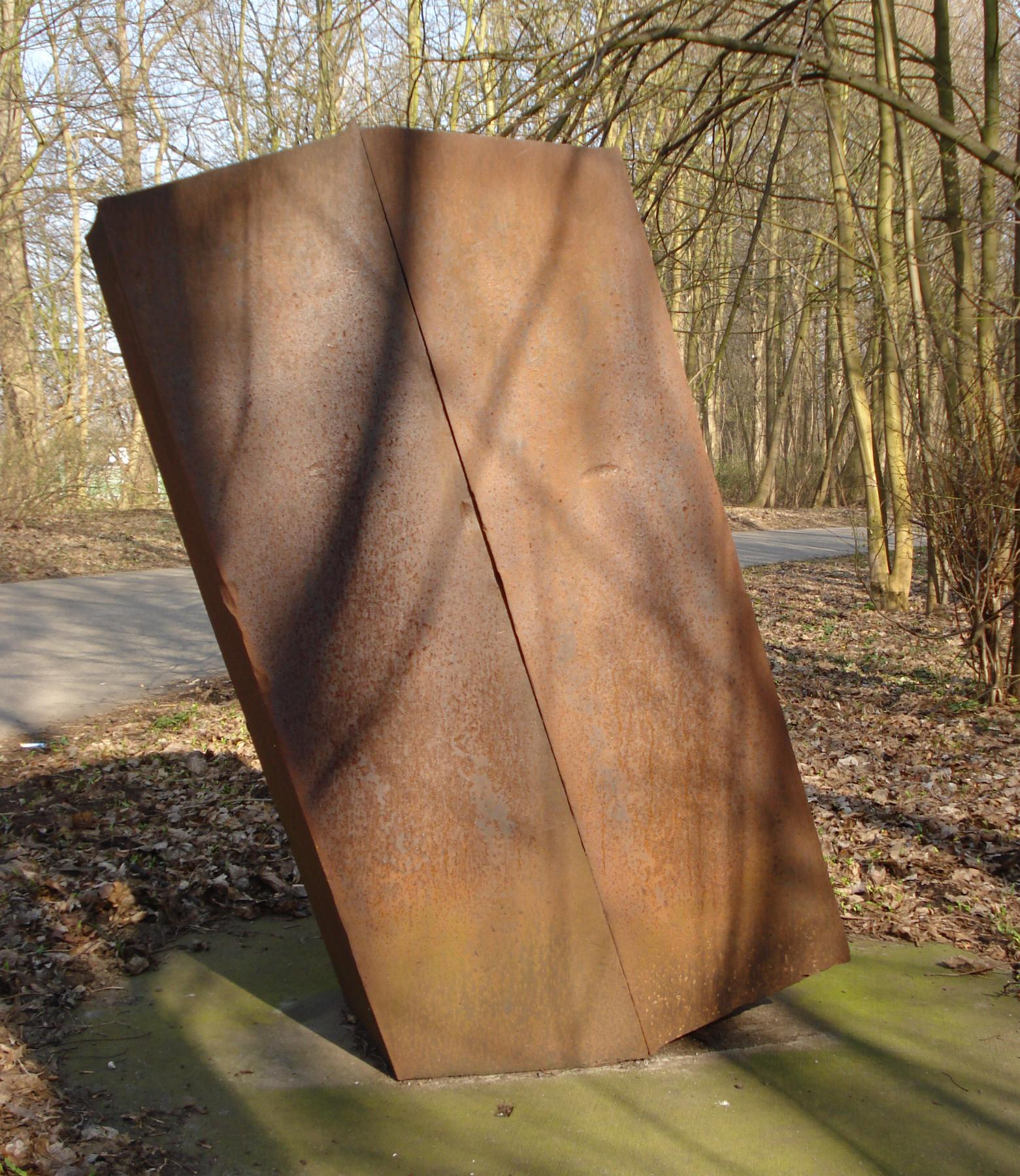
32 . Niko de Wit: Verlassensein
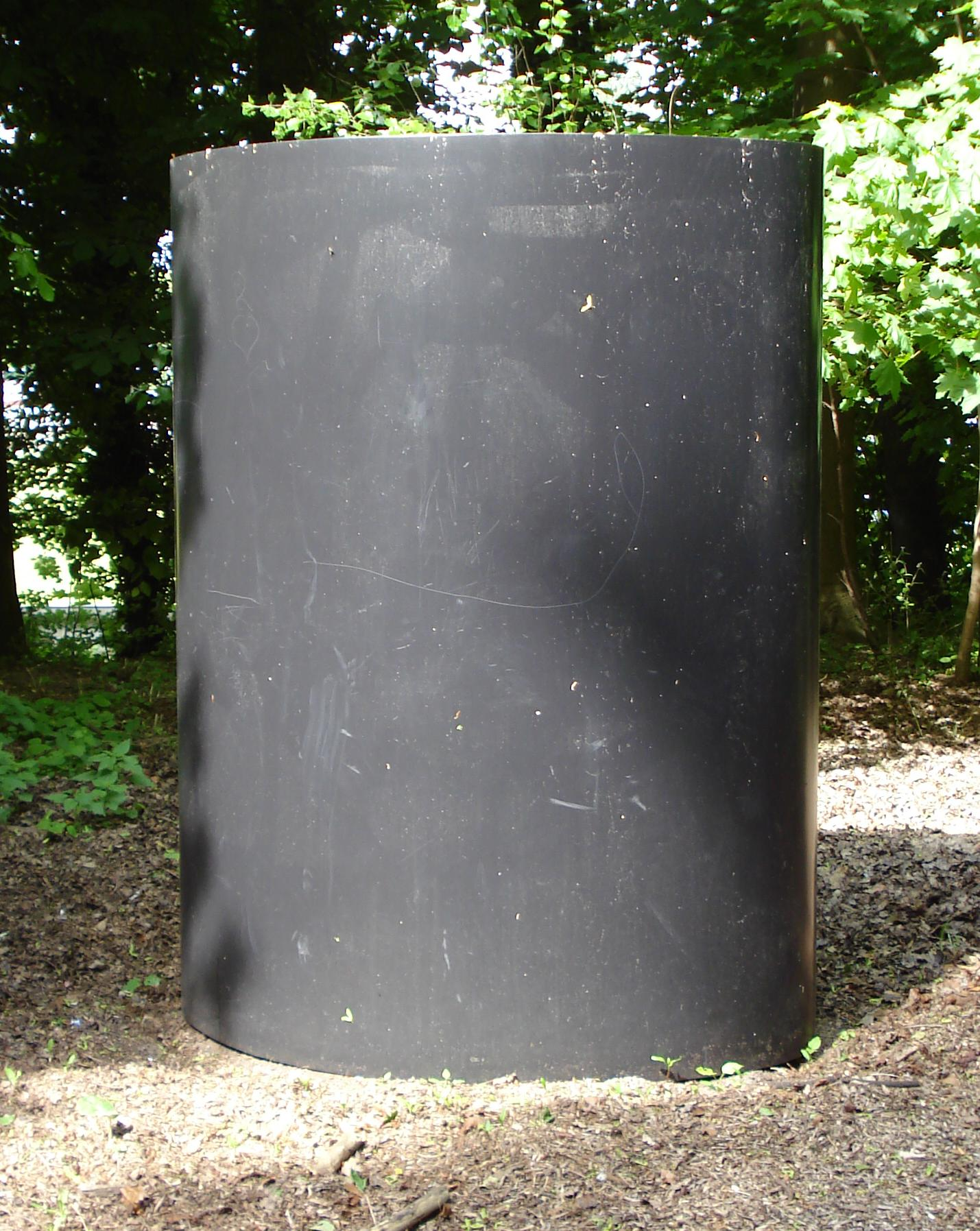
33 . Nina Goerres: Anything goes